# Palästinensische Vertreibung aus Lydda und Ramle 1948

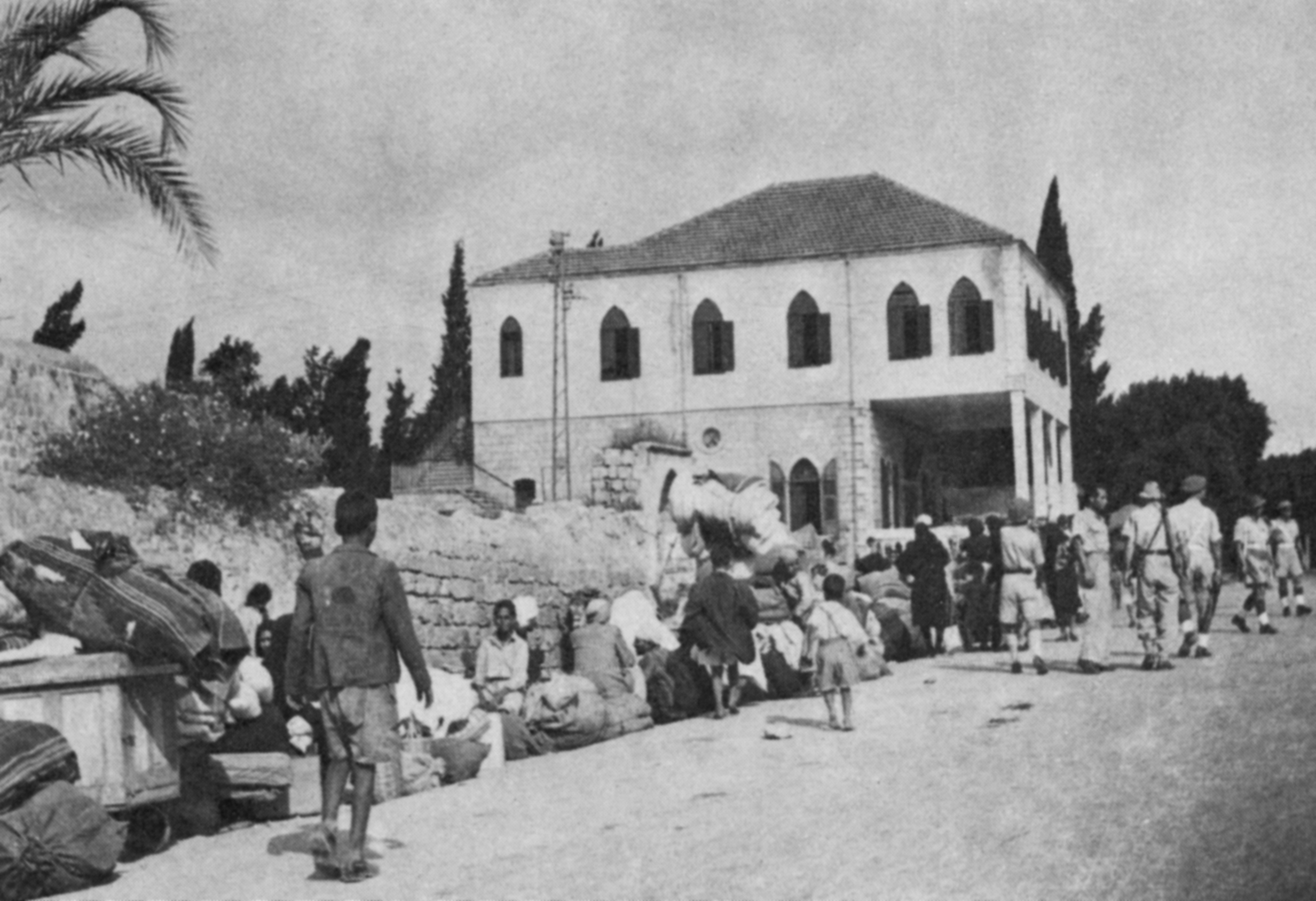
Flüchtlinge aus Ramle werden eskortiert, aufgenommen am 1. Juli 1948.

Die Palästinensische Vertreibung aus Lydda und Ramle 1948 (auch bekannt als der Todesmarsch von Lydda) war die Vertreibung von 50.000 bis 70.000 Palästinensern, als israelische Truppen die beiden Städte im Juli des Jahres einnahmen. Die Kriegshandlungen ereigneten sich im Zusammenhang des Palästinakriegs. Beide arabische Städte Lydda und Ramle lagen außerhalb der Grenzen des israelischen Staates, die im UN-Teilungsplan für Palästina von 1947 festgelegt worden waren, und innerhalb des Gebiets, das für einen arabischen Palästinenserstaat bestimmt war. Beide Städte verwandelten sich in der Folge in hauptsächlich von israelischen Juden bewohnte Gebiete des neuen Staates Israel, die seither in Israel und im deutschen Sprachraum meist als Lod und Ramla bezeichnet werden. Im Jahre 2018 waren knapp ein Viertel, oder etwa 18.500 Einwohner Ramlas arabische Israelis, in Lod waren es da knapp 20 % oder etwa 15.000 der Einwohner.
Der Exodus, der laut Morris die „größte Vertreibung während des Krieges“ darstellte, fand nach dem Ende des Waffenstillstands statt, als die Kämpfe wieder aufgenommen wurden. Israel fühlte sich dazu veranlasst, seine Kontrolle über die Straße nach Jerusalem und die Küstenstraße zu verbessern, die von seiten der transjordanischen Arabischen Legion und ägyptischen Armee wie palästinensischen Truppen unter Druck kam. Aus israelischer Sicht schützte die Einnahme der Städte, nach Benny Morris unternommen um Panik und Flucht der Zivilbevölkerung hervorzurufen, Tel Aviv vor Bedrohungen. Die Militäraktion machte den Vormarsch der Arabischen Legion zunichte, insofern die Straßen mit Flüchtlingen verstopft waren, wodurch die Arabische Legion dazu veranlasst wurde, logistische Anstrengungen auf sich zu nehmen; dies schwächte ihre militärischen Fähigkeiten und trug dazu bei, die nahe gelegenen arabischen Städte zu demoralisieren. Am 10. Juli befahl John Baggot Glubb („Glubb Pasha“) den Truppen der Arabischen Legion „Vorkehrungen ....für einen Sitzkrieg (phony war) zu treffen“. Am nächsten Tag ergab sich Ramle sofort, aber die Einnahme von Lydda dauerte länger und führte zu einer unbekannten Zahl von Todesfällen. Der palästinensische Historiker Aref al-Aref schätzte, dass am 12. Juli 426 Palästinenser in Lydda ums Leben kamen, davon 176 in der Moschee und etwa 800 weitere Opfer bei den Kampfhandlungen insgesamt. Der israelische Historiker Benny Morris geht von bis zu 450 getöteten Palästinensern und 9–10 israelischen Soldaten aus.
Nachdem die Städte eingenommen waren, unterzeichnete Jitzchak Rabin eine Vertreibungsorder für die Israelischen Verteidigungskräfte (IDF): „1. Die Einwohner müssen schnell ohne Rücksicht auf das Alter....vertrieben werden.“ („The inhabitants of Lydda must be expelled quickly without attention to age.“) Die Bewohner von Ramle wurden mit Bussen abtransportiert, die Bewohner Lyddas dagegen gezwungen, in der Sommerhitze bis zur Frontlinie zu laufen, wo die Arabische Legion, Jordaniens von Briten geführte Armee, Unterkunft und Unterstützung bereitzustellen suchte. Einige der Flüchtlinge starben während des Marsches an Erschöpfung und Wassermangel, die Schätzungen reichen von einigen wenigen bis zu 500 Todesfällen.
Die Zahl der Flüchtlinge entspricht einem Zehntel aller Flüchtlinge während der so genannten „Nakba“.
Ilan Pappé und andere charakterisierten die Vorfälle als ethnische Säuberung. Viele der 850.000 vertriebenen jüdischen Araber, von denen wohl 300.000 zwischen 1948 und 1951 mittellos nach Israel eingewandert waren, wurden in leeren Häusern der Flüchtlinge ansässig, einerseits aus Wohnungsnot und zugleich als Maßnahme, um die Rückforderung der Häuser durch die früheren Bewohner zu verhindern. Für 58 % der Aufgenommenen, zu drei Vierteln jüdische Araber, großteils aus dem Irak und Jemen, gab es aber keinen Platz, sie lebten unter schwierigsten Bedingungen in Zelten der Übergangslager (Maʿabbarot).

## Vorgeschichte

### Palästina-Krieg von 1948
Palästina stand zwischen 1917 und 1948 unter der Verwaltung des britischen Völkerbundsmandats für Palästina. Nach 30 Jahren des Streits zwischen arabischen und jüdischen Palästinensern beschlossen die Mitgliedsnationen der Vereinten Nationen am 29. November 1947, Palästina in einen jüdischen und arabischen Staat zu teilen. Lydda und Ramle wurden dem zukünftigen arabischen Staat zugeordnet.
Der Vorschlag wurde von der jüdischen Gemeinschaft angenommen, aber von den arabischen Führern abgelehnt, worauf ein Bürgerkrieg zwischen den beiden Gruppen ausbrach. Die britische Verwaltung brach zusammen, als sich der Bürgerkrieg ausweitete. Sie konnte sich nur um die Evakuierung ihrer Streitkräfte kümmern und die Blockade der Luftwege und Seewege aufrechterhalten. Nach viereinhalb Monaten hatten die jüdischen Milizen die arabischen besiegt und eroberten die gemischten Siedlungen des Landes, was die Nakba auslöste. Über 700.000 Palästinenser sollen geflüchtet oder vertrieben worden sein.
Am 14. Mai 1948 erklärte Israel seine Unabhängigkeit in Tel Aviv, das die Briten bereits verlassen hatten, tags darauf endete das Mandat Großbritanniens. Am gleichen Tag ließen Königreich Ägypten, Königreich Irak, Libanon, Syrien und Transjordanien ihre Expeditionskräfte einmarschieren. Nach sechs Wochen konnte jedoch keine der militärischen Streitkräfte die Oberhand gewinnen.
Nach einem vierwöchigen Waffenstillstand, in dem die israelischen Streitkräfte verstärkt wurden, während die arabischen unter dem Embargo litten, wurden die Kämpfe wieder aufgenommen. Die Vorkommnisse in Lydda und Ramle fanden in diesem Zeitabschnitt statt.

### Strategische Bedeutung von Lydda und Ramle

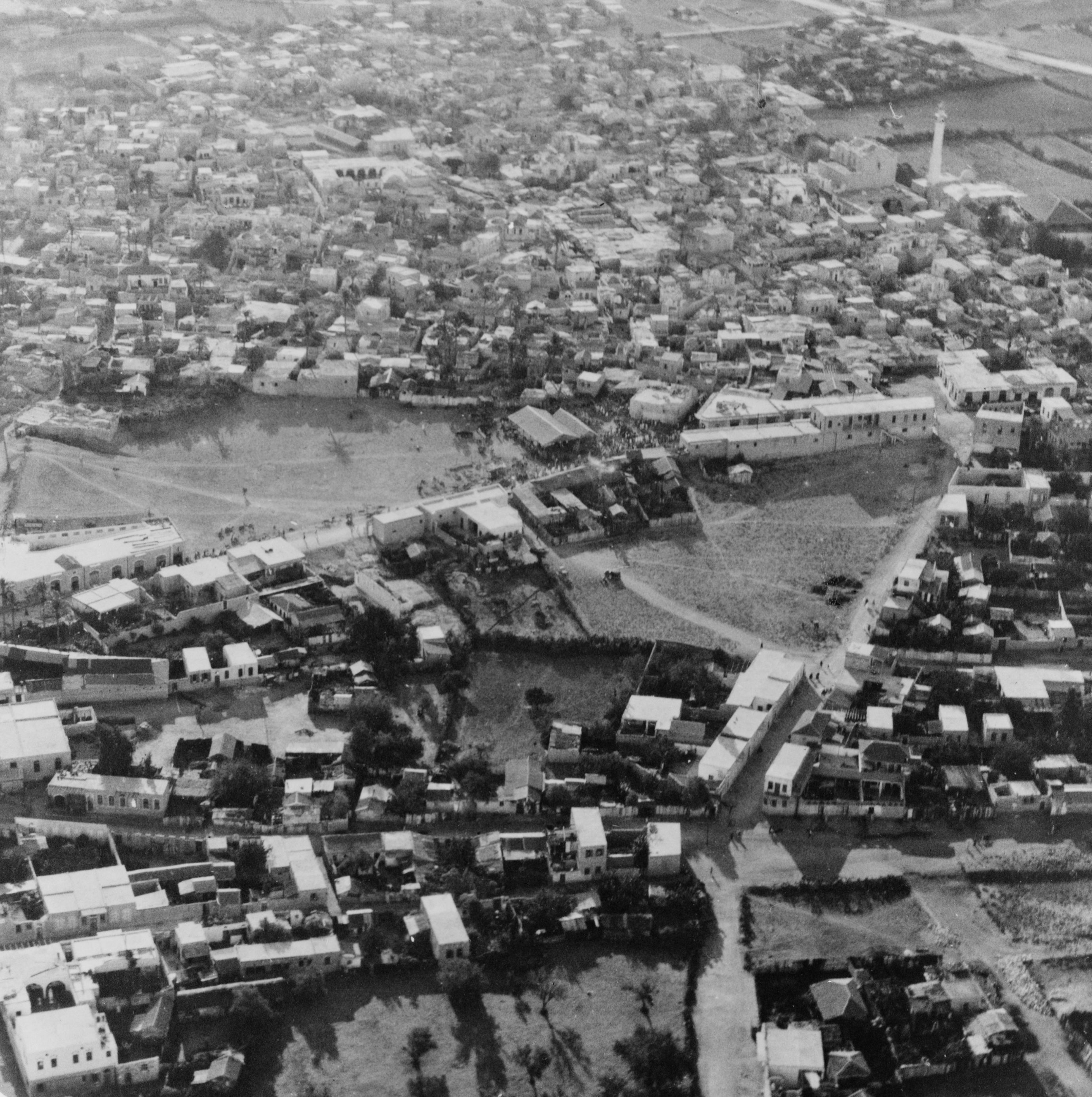
Lydda 1932

Lyddas (al-Ludd / اَلْلُدّْ) Geschichte, reicht mindestens in die Zeit von 5600 bis 5250 v. Chr. zurück. Ramle (ar-Ramlah / الرملة), drei Kilometer entfernt, wurde im 8. Jahrhundert nach Christus gegründet. Beide Städte waren in der Geschichte der Region strategisch wichtig, weil sie am Kreuzungspunkt der wichtigsten Straßen in Nord-Süd-Richtung und Ost-West-Richtung liegen. Palästinas wichtigster Knotenpunkt des Eisenbahnverkehrs (J&J-Linie, Ostbahn und Sinai-Bahn) und der wichtigste Flughafen, der heutige Flughafen Ben Gurion, lagen in und bei Lydda, die 1936 zur Wasserversorgung Jerusalems erschlossene Hauptquelle des Jarqons befand sich in 15 Kilometern Entfernung am Fuß der Festung Antipatris.
Jüdische und arabische Kämpfer hatten einander an den Straßen nahe den Städten seit Ausbruch der Streitigkeiten, die sich zum Bürgerkrieg auswuchsen, im Dezember 1947 bekämpft. In Vollzug des bevorstehenden Endes des britischen Mandats zog britisches Militär- und Amtspersonal sich schrittweise zurück, in den peripheren Teilen Palästinas beginnend. Mit dem Rückzug britischer bewaffneter Organe aus dem Negev und dem Tiefland Philistäas blockierten ab März 1948 arabische Milizen, die keinem zentralen Kommando unterstanden, für jüdische Reisende und ihre Transporte die Wege von und zu vielen vereinzelt gelegenen jüdischen Ortschaften inmitten vorwiegend arabischer Siedlungsräume oder zu sonst entlegenen jüdischen Orten – die Via Maris war seit 26. des Monats von Yibna an südwärts blockiert –, weshalb die Hagannah zusammengestellte Konvois bewaffnet und mit gepanzerten Fahrzeugen eskortierte, was als Ringen um die Wege (מַאֲבָק עַל הַדְּרָכִים Maʾavaq ʿal haDrachīm) in die Militärgeschichte einging.
Der Geograph Arnon Golan schreibt, arabische Palästinenser hätten bei Ramle den Verkehr vom Erliegen gebracht, so dass die jüdischen Transporte auf eine südlich gelegene Route ausweichen mussten. Auch auf der Bahn reisten Juden nicht mehr unbehelligt, weshalb sie zwischen Bahnhof Raʾs al-ʿAin und Rechovot die Städte Lod und Ramla lieber per Bus umfuhren. Mit der Operation Baraq (hebräisch מִבְצַע בָּרָק Mivza Baraq; 4.–15. Mai 1948) entsandte die Hagannah ihre Givʿati-Brigade zum Entsatz abgeschnittener jüdischer Orte, wozu die Brigade 16 arabische Orte eroberte, von denen jeweils Blockaden ausgegangen waren, wobei deren Einwohner einenteils flohen und anderenteils vertrieben wurden. Israel führte im Mai 1948 mehrere Boden- und Luftangriffe auf Ramle und Latrun aus.
Israels Premier David Ben-Gurion entwickelte nach Benny Morris’ Darstellung eine Art Obsession bezüglich beider Städte. Er schrieb in seinem Tagebuch, sie müssten zerstört werden, am 16. Juni bezeichnete er sie während einer Kabinettssitzung als die „zwei Dornen“.
Lyddas arabische Ortsverwaltung, dem Arabischen Hochkomitee unterstellt, übernahm die Verwaltung und Verteidigung der Stadt. Die Berichte der Militärverwaltung behandeln Militärausbildung, Aufbau von Hindernissen und Gräben, Beschlagnahme von Fahrzeugen, Herstellung gepanzerter Fahrzeuge und ihre Ausrüstung mit Maschinengewehren sowie Maßnahmen zur Beschaffung von Waffen. Im April 1948 war aus Lydda ein Zentrum des Waffennachschubs geworden, es bot außerdem Möglichkeiten zur militärischen Ausbildung und koordinierte die Sicherheitsmaßnahmen für die Dörfer im Umland.

### Operation Dani
Israel startete in der Folge die Operation Dani, um die Straße zwischen Tel Aviv und Jerusalem zu sichern und die Bedrohung der Arabischen Legion zu neutralisieren, die in Ramallah und im Tegart-Fort zu Latrun stationiert war und einen kleinen Außenposten in Lydda hatte. Am 7. Juli ernannte die IDF Jiggaʾel Allon zum Hauptbefehlshaber und Jitzchak Rabin, den späteren israelischen Premier von 1974, zum Kommandanten der Operation. Beide hatten in der Palmach gedient, einer Elitekampftruppe, rekrutiert aus jüdischen Palästinensern in Britisch-Palästina. Die Operation wurde zwischen dem 9. Juli 1948, dem Ende des ersten Waffenstillstands, und dem 18. Juli durchgeführt, dem Beginn des zweiten Waffenstillstandes. Dieser Zeitabschnitt ist unter Historikern als „Die 10 Tage“ bekannt. Morris schreibt, die IDF habe die größten Streitkräfte seit ihrem Bestehen zusammengeführt, die Jiftach Brigade, das 82. und 89. gepanzerte Bataillon der Achten Gepanzerten Brigade, drei Bataillone der Qiryati Brigade und Infanterie der Alexandroni-Brigade, insgesamt 6.000 Soldaten mit 30 Artilleriewaffen.

### Lyddas Verteidigungsanlagen

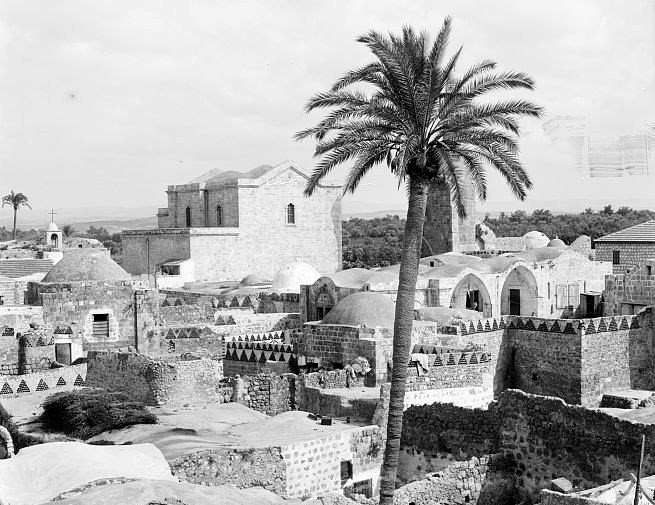
Lydda 1920, im Hintergrund sieht man die St.-Georgs-Kirche

Im Juli 1948 hatten Lydda und Ramle zusammen eine Bevölkerung von 50.000–70.000 palästinensischen Arabern, davon 20.000 Flüchtlinge aus Jaffa und anderen Orten. Verschiedene arabische Städte waren bereits seit April jüdischen oder israelischen Vorstößen zugefallen, aber Lydda und Ramle hatten ausgehalten. Es gibt unterschiedlich Auffassungen zur Frage der Verteidigung der Städte. Im Januar 1948 hatte John Bagot Glubb palästinensisch-arabische Städte besucht und sie ermahnt, sich auf die Verteidigung vorzubereiten, darunter auch Lydda und Ramle. Die Arabische Legion hatte Stacheldraht verteilt und so viele Waffen, wie man erübrigen konnte. Lydda hatte eine äußere Verteidigungslinie und vorbereitete Verteidigungsstellungen, einen Panzergraben und Feldartillerie, wie auch eine stark befestigte und bewaffnete Verteidigungslinie nordöstlich der Innenstadt von Lydda.
Die israelischen Historiker Alon Kadish und Avraham Sela schreiben, das Nationalkomitee der Araber — eine örtliche Notverwaltung, die dem Arabischen Hochkomitee verantwortlich war, das vom aus deutschem Exil zurückgekehrten Großmufti geleitet wurde — habe die verwaltungsmäßige und militärische Kontrolle von Lydda übernommen, Waffen beschafft, militärische Übungen veranstaltet, Gräben gezogen, Fahrzeuge requiriert und medizinische Notfalldienste organisiert. Bis zum israelischen Angriff habe sich die Miliz auf 1000 mit Gewehren bewaffnete Männer belaufen, dazu kamen als weitere Bewaffnung Maschinenpistolen, 15 leichte und fünf schwere Maschinengewehre, 25 Panzerfäuste, sechs oder sieben leichte Stücke Feldartillerie, zwei oder drei schwerere Geschütze und gepanzerte Wagen mit Maschinengewehren. Die IDF schätzte die Zahl der Bewaffneten der Arabischen Legion am Ort auf 200 bis 300 Männer. In Lydda waren außerdem mehrere Hundert Beduinen als Freiwillige anwesend, dazu kam eine beträchtliche Zahl von Angehörigen der Arabischen Legion.
Die IDF behauptet, die Zahl der Toten in Lydda sei auf die Kämpfe in der Stadt zurückzuführen, nicht auf ein Massaker.

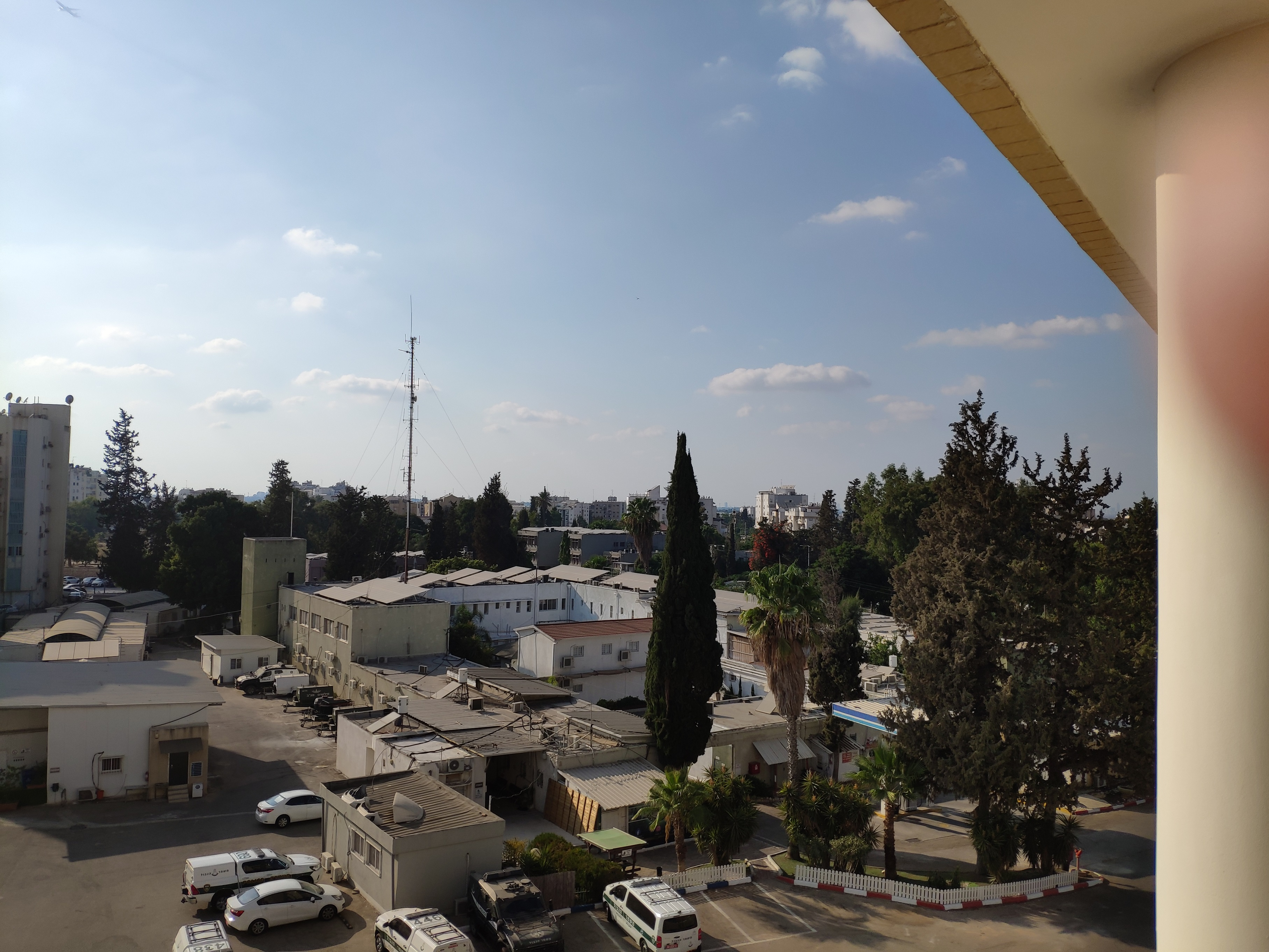
Ehemaliges Tegart-Fort Lydda, 2019

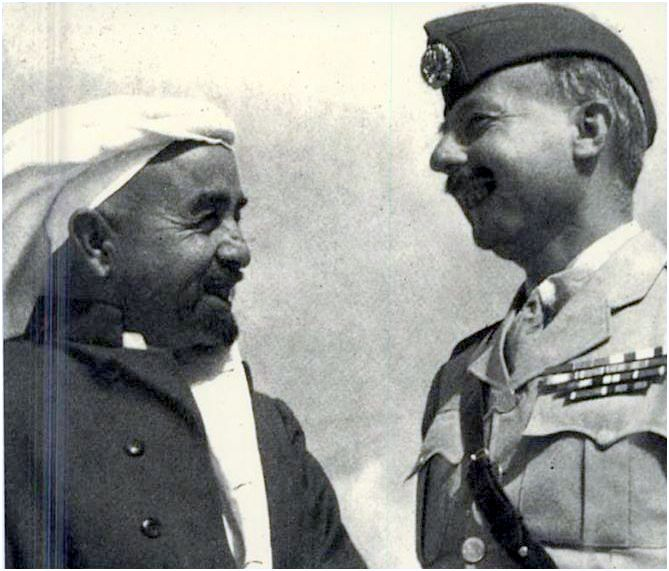
Abdullah von Transjordanien (1882–1951) mit John Bagot Glubb (1897–1986), britischer Kommandeur der Arabischen Legion, um 1947

Dem steht nach Meinung des Historikers Walid Khalidi entgegen, dass nur 125 Legionsangehörige des Fünften Infanteriekorps in Lydda waren—die Arabische Legion umfasste insgesamt 6.000 Mann—und dass der Rest der Verteidiger aus Zivilisten bestand, die unter Leitung eines pensionierten Feldwebels standen. Laut Morris waren im April eine Reihe von Angehörigen der Arabischen Legion angekommen, einschließlich 200 bis 300 Beduinen, und eine Streitmacht in Größe einer Kompanie hatte sich im Tegart-Fort Lyddas der ehemals britischen Palestine Police und an der Straße nach Ramle mit gepanzerten Wagen und anderen Waffen festgesetzt. Nur 150 Legionäre seien im Juni in der Stadt gewesen, obwohl die Israelis annahmen, es seien bis zu 1500. Ein AL-Offizier wurde zum Militärbefehlshaber beider Städte ernannt, womit der Anspruch Abdullahs I. von Transjordanien auf Teile Palästinas deutlich gemacht wurde, die von der UN einem arabischen Staat zugeordnet worden waren. Glubb beriet ihn jedoch dahingehend, dass das Einsatzgebiet der Legion überdehnt sei und sie die Städte nicht halten könne. Abdullah wies daraufhin die Legion an, ausschließlich defensiv vorzugehen. Die meisten Legionäre zogen sich in der Nacht vom 11. auf den 12. Juli aus Lydda zurück.
Kadish und Sela stellen dar, dass das Nationalkomitee Frauen und Kinder davon abgehalten habe, die Stadt zu verlassen, weil ihr Weggang andere hätte anstecken können. Nach ihrer Meinung war es für Araber in Palästina üblich, ihre Wohnungen angesichts einer israelischen Invasion zu verlassen, teilweise aus Angst vor Ausschreitungen, insbesondere Vergewaltigungen, teilweise auch wegen ihrer Abneigung unter israelischer Herrschaft zu leben. Was Lydda betrifft, waren die Besorgnisse besonderer Art: Einige Tage vor dem Fall der Stadt war ein Jude in Lyddas Bahnhof tot aufgefunden worden. Er war von Anwohnern öffentlich hingerichtet und sein Körper verstümmelt worden. Daher gab es auch die Furcht vor israelischen Vergeltungsmaßnahmen, so Kadish und Sela.

## Fall der Städte

### Luftangriffe und Aufgabe Ramlas

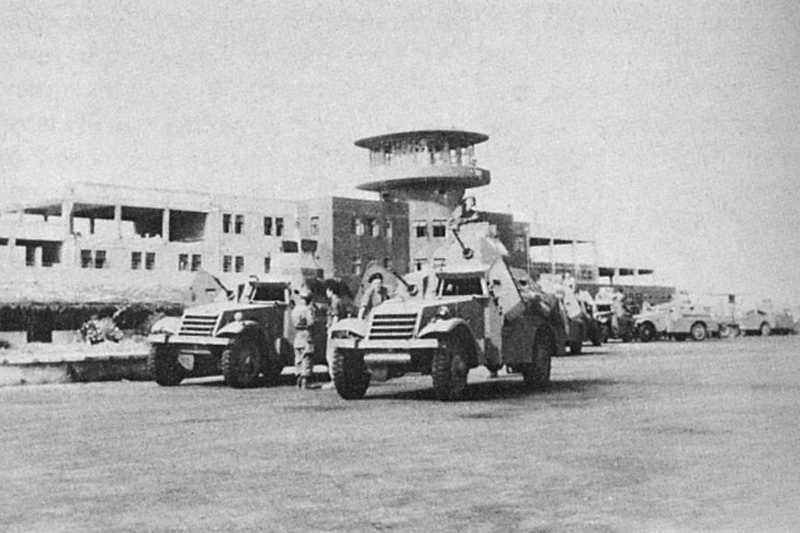
Die IDF übernimmt am 10. Juli die Kontrolle über den Flughafen von Lydda.

Die israelische Luftwaffe begann beide Städte in der Nacht vom 9. auf den 10. Juli zu bombardieren, um die Zivilisten zur Flucht zu bewegen. Diese Erwartung schien sich in Ramle zu erfüllen. Am 10. Juli meldete um 11:30 Uhr das HQ der Operation Dani der IDF, es gebe eine allgemeine und ernsthafte Flucht aus Ramle („a general and serious flight from Ramla“). Am Nachmittag meldete Dani HQ einer ihrer Brigaden, sie solle die Flucht von Frauen und Kindern und Alten erleichtern, aber Männer im wehrfähigen Alter zurückhalten. Am selben Tag übernahm die IDF die Kontrolle des Flughafens von Lydda. Die israelische Luftwaffe warf am 11. Juli Flugblätter über beiden Städten ab, in denen die Bewohner aufgefordert wurden, sich zu ergeben. Ramles Gemeindevorsteher kamen zusammen mit den Vertretern dreier prominenter arabischer Familien überein, zu kapitulieren, woraufhin die Israelis die Stadt mit Mörsern beschossen und den Belagerungszustand ausriefen. The New York Times berichtete, die Einnahme der Stadt habe man als Höhepunkt der bisherigen sehr kurzen Geschichte des Landes Israels betrachtet.
Zum Thema Ramle unter israelischer Besatzung haben sich zwei verschiedene Sichtweisen entwickelt. Chalil al-Wazir, der sich später der PLO anschloss und als „Abu Jihad“ bekannt wurde, wurde im Alter von 12 Jahren zusammen mit seiner Familie aus der Stadt ausgewiesen, wo sie ein Lebensmittelgeschäft besaß. Er berichtet von einer Angst vor einem Massaker wie in Deir Yasin, es hätten Leichen auf der Straße und zwischen den Häusern gelegen, darunter auch die Leichen von Frauen und Kindern.
Im Unterschied zu Wazirs Darstellung äußerte Arthur Koestler (1905–1983), der für The Times arbeitete und Ramle einige Stunden nach der Invasion besuchte, Menschen hätten sich dort wie sonst in den Straßen aufgehalten. Ein paar Hundert junge Männer seien in einer Abzäunung mit Stacheldraht festgesetzt worden und seien mit LKW zu einem Internierungslager verbracht worden. Frauen hätten diesen Männern Essen und Trinken gebracht, schrieb er, und hätten sich mit den Wächtern anscheinend ohne Angst gestritten. Er behauptete, das vorherrschende Gefühl sei die Erleichterung über das Kriegsende gewesen.

### Mosche Dajans Überraschungsangriff auf Lydda

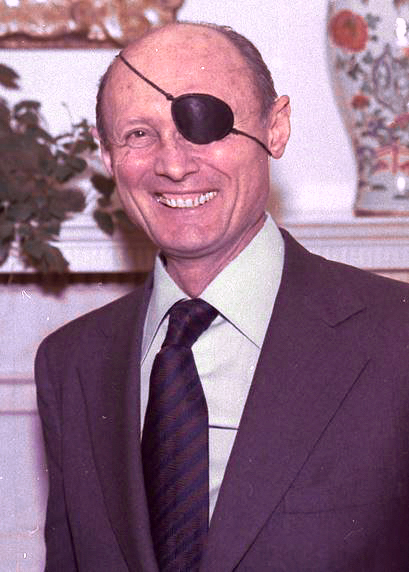
Mosche Dajan (1915–1981) führte einen Überraschungsangriff auf Lydda, bei dem „auf alles gefeuert wurde, was sich bewegte“ („blasting at everything that moved.“)

Am Nachmittag des 11. Juli fuhr Israels 89. (gepanzertes) Bataillon in die Stadt, geleitet von Lt. Col. Mosche Dajan. Anita Shapira stellt dar, dass der Angriff auf Initiative Dajans ohne Koordinierung mit seinem Kommandeur ausgeführt wurde. Mit einem Konvoi aus Jeeps, angeführt von einem Panzerwagen der Marke Marmon-Herrington, den man tags zuvor der AL abgenommen hatte, unternahm er den Angriff am Tage, indem er von Ost nach West durch die Stadt fuhr und mit dem Maschinengewehr alles beschießen ließ, was sich bewegte, so Morris. Darauf fuhr er die Lydda-Ramle-Straße (Route ) entlang und schoss auf die Militärposten, bis sie den Bahnhof von Ramle erreichten.
Kadish und Sela beschreiben, die Truppen seien beim Tegart-Fort Lydda der ehemals britischen Palestine Police und an der Straße nach Ramle in ein heftiges Feuer von der AL geraten. Dajan schreibt, die südliche Zufahrt der Stadt sei voller („awash with“) arabischer Kämpfer gewesen, Handgranaten seien aus allen Richtungen geworfen worden. Es habe ein heilloses Durcheinander gegeben („There was a tremendous confusion.“).
Der zeitgenössische Bericht Gene Currivans für The New York Times bestätigt die heftige Gegenwehr. Dajans Männer drangen bis zum Bahnhof vor, wo die Verwundeten versorgt wurden und kehrte unter ständigem feindlichen Beschuss aus dem Tegart-Fort der Polizei nach Ben Shemen zurück. Sechs seiner Männer wurden getötet, 21 verletzt.
Kenneth Bilby, Korrespondent des New York Herald Tribune, hielt sich in der Stadt auf und schrieb später: „[Der Konvoi] raste mit feuernden Gewehren, Maschinenpistolen und leichten Maschinengewehren nach Lydda hinein. Er durchquerte die Hauptstraßen und feuerte aus vollen Rohren auf alles, was sich bewegte … die Leichen arabischer Männer, Frauen und sogar Kinder lagen verstreut in den Straßen im Windschatten dieses rücksichtslos brillanten Angriffs.“ („were strewn about the streets in the wake of this ruthlessly brilliant charge.“). Der Angriff dauerte 47 Minuten und kostete nach Angaben des Bataillons 100–150 Araber das Leben. Auf israelischer Seite gab es 6 Tote und 21 Verletzte. Kadish und Sela schreiben, die hohe Zahl von Opfern sei das Ergebnis der Verwirrung über den Ort der Truppen Dajans gewesen. Die IDF trug keffiyehs und benutzte als Führungsfahrzeug einen Panzerwagen der AL. Anwohner konnten annehmen, die AL sei angekommen und wurden von Dajans Soldaten überrascht, die auf alles schossen, während sie aus ihren Häusern rannten.

### Aufgabe der Stadt und überraschende Schießerei in Lydda

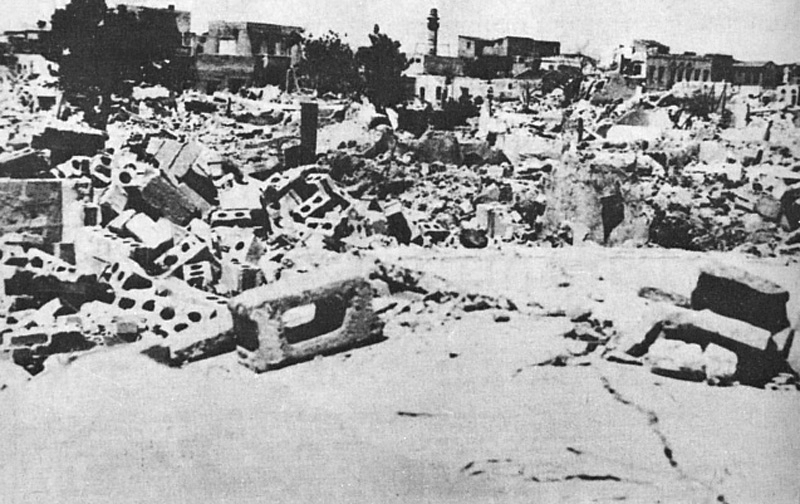
Ruinen von Lydda nach der Offensive der israelischen Armee

Noch vor der offiziellen Aufgabe der Stadt versammelten sich Menschen in Lydda und schwenkten weiße Fahnen. Am Abend des 11. Juli betraten 300–400 israelische Soldaten die Stadt. Kurze Zeit später zogen sich die Kräfte der AL auf der Straße nach Ramle zurück. Eine kleine Zahl blieb im Tegart-Fort Lydda. In der Morgendämmerung des 12. Juli kamen weitere Israelis an. Nach einem IDF-Bericht säumten Gruppen alter und junger Menschen, Frauen und Kinder, die Straßen und zeigten ihre Unterwerfung, trugen weiße Fahnen und betraten aus eigener Initiative die Gewahrsamslager („detention compounds“), die man in den Moscheen und Kirchen einrichtete, - Muslime und Christen getrennt. Die Gebäude hätten sich schnell gefüllt, Frauen und Kinder seien entlassen worden, mehrere Tausend Männer seien im Innern verblieben, einschließlich 4.000 in einem Teil der Gebäudekomplexe der Moschee.
Die israelische Regierung setzte ein Komitee ein, das sich mit den Flüchtlingen und ihrem zurückgelassenen Eigentum befassen sollte. Das Komitee gab das ausdrückliche Verbot aus, arabische Städte und Dörfer zu zerstören, zu verbrennen oder zu beschädigen, die Einwohner aus ihren Dörfern, Wohngebieten und Städten zu vertreiben oder die Bevölkerung aus ihren Wohnorten zu entwurzeln („to destroy, burn or demolish Arab towns and villages, to expel the inhabitants of Arab villages, neighbourhoods and towns, or to uproot the Arab population from their place of residence“), ohne vorher eine spezielle und direkte Anordnung vom Verteidigungsministerium erhalten zu haben. Vorschriften ordneten die Abriegelung arabischer Gebiete an, um Plünderung und Vergeltungsmaßnahmen zu verhindern. Es wurde festgelegt, dass Gefangene als Kriegsgefangene zu behandeln und dem Roten Kreuz zu melden seien. Palästinische Araber, die bleiben wollten, hatten die Erlaubnis dazu; die Beschlagnahme ihres Eigentums war untersagt.
Die arabischen Honoratioren der Stadt versammelten sich und entschieden sich nach einer Aussprache zur Aufgabe Lyddas. Die Einwohner wurden angewiesen, ihre Waffen auf der Türschwelle abzulegen, wo sie von Soldaten eingesammelt würden. Dies geschah jedoch nicht. Eine Ausgangssperre wurde an diesem Abend verhängt und mit Lautsprechern verkündet. Eine Delegation der Honoratioren, einschließlich des Bürgermeisters, gingen in Richtung Tegart-Fort Lydda der Polizei, um die dortigen Soldaten aufzufordern, die Waffen niederzulegen. Diese lehnten jedoch ab und feuerten auf die Gruppe, wobei der Bürgermeister und mehrere andere ums Leben kamen. Das dritte Bataillon nahm jedoch die Aufgabe der Stadt an. Yoav Gelber geht davon aus, dass die Legionäre im Tegart-Fort in Panik gerieten. Sie sandten wilde Nachrichten an ihr HQ in Ramallah: „Habt ihr nicht Gott im Herzen? Habt ihr kein Mitleid? Bringt Hilfe!“ Als sie aufgeben wollten, teilte ihnen das HQ mit, sie sollten warten, bis sie gerettet würden.
Am 12. Juli kamen gegen 11:30 Uhr zwei oder drei gepanzerte Fahrzeuge der AL in die Stadt, geführt von Lt. Hamdallah al-Abdullah von der transjordanischen 1. Brigade. Die gepanzerten Fahrzeuge eröffneten das Feuer auf die israelischen Soldaten, die die Stadt durchkämmten, was den Eindruck eines Gegenangriffs der Transjordanier erweckte. Die Schusswechsel ließen die Anwohner und die arabischen Kämpfer glauben, die Legion sei angekommen, und die noch Bewaffneten eröffneten auch das Feuer auf die Israelis. Örtliche Milizionäre nahmen die Kämpfe wieder auf und eine israelische Patrouille wurde am Marktplatz von einer aufgebrachten Menge bedrängt. Die Israelis erlitten dabei viele Opfer, und da sie den erneuten Widerstand als Bruch der Aufgabevereinbarung betrachteten, schlugen sie den Widerstand schnell nieder, wobei viele Zivilisten ums Leben kamen. Kadish und Sela berichten, dass nach Aussage des Kommandeurs des Dritten Bataillons, Moshe Kelman, die Israelis unter schweres Feuer gerieten, aus Tausenden von Waffen von jedem Haus, Dach oder Fenster.
Morris bezeichnet dies als Unsinn und vertritt die Meinung, nur einige Dutzend Stadtbewohner hätten an dem kurzen Schusswechsel teilgenommen.

### Darstellungen eines Massakers in Lydda

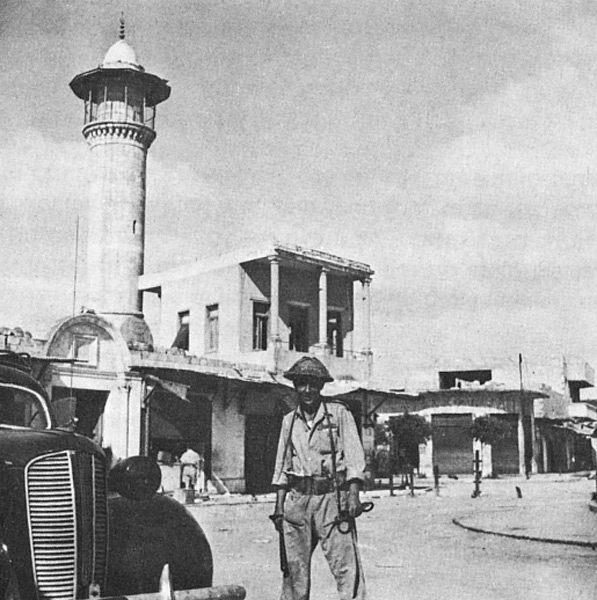
Israelischer Soldat vor der Dahmash Moschee in der Innenstadt von Lydda

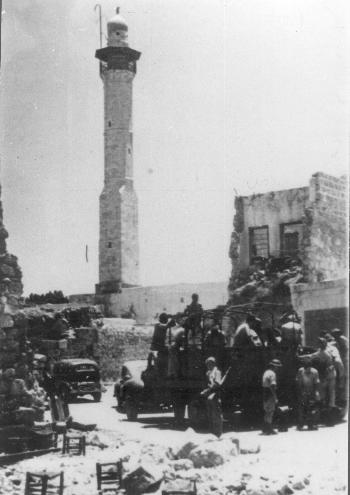
Dahmash Moschee von Lydda nach der Operation Dani, aufgenommen im Juli 1948

Gelber beschreibt die folgenden Ereignisse als das wahrscheinlich blutigste Massaker des Krieges. Shapira meint, die Israelis hätten keine Erfahrung im Umgang mit Zivilisten gehabt und seien daher in Panik geraten. Kelman befahl den Truppen, auf jedes deutlich erkennbare Ziel zu schießen, einschließlich jeder Person, die sich auf den Straßen sehen ließ. Er sagte, er habe keine Wahl gehabt. Es habe keine Möglichkeit unmittelbarer Verstärkungen gegeben, die Einschätzung der Hauptstoßrichtung (main thrust) des Feindes sei ausgeschlossen gewesen. Israelische Soldaten warfen Granaten in Häuser, in denen sie Scharfschützen vermuteten. Bewohner liefen in Panik aus ihren Häusern und wurden erschossen. Yerucham Cohen, ein Nachrichtenoffizier der IDF äußerte, 250 Menschen seien zwischen 11:30 und 14:00 Uhr getötet worden.
Kadish und Sela meinen dagegen, dass es keine Zeugenaussagen aus erster Hand für ein Massaker gab, von ein paar fragwürdigen arabischen Quellen abgesehen. Die Rekonstruktion des Gefechts lege eine bessere, wenn auch kompliziertere Erklärung der Verluste auf arabischer Seite nahe, die auch ernsthafte Zweifel an den Gründen für ein Massaker in der Großen Moschee al-ʿUmari zu Lydda wecke oder dieses widerlege. Diese Sicht der Dinge wurde kritisiert. John W. Pool kam, Kadisch und Sela zitierend, zu dem Schluss: „Am Morgen des 12. Juli 1948 kamen die Kräfte der Palmach in Lydda unter heftiges Feuer von Tausenden von Waffen aus jedem Haus, Dach und Fenster, was zu schweren Opfern führte. Diese Behauptungen scheinen die Grundlage vieler Argumente zu sein, die im Artikel vorgebracht werden. Ich meine, die Autoren hätten viel mehr Information über die genaue Bedeutung, den Faktenwert und die Quellen zur Verfügung stellen müssen.“ Er fährt fort: „(Benny Morris) sagt nicht, wie viele Bewohner der Stadt an den Kämpfen beteiligt waren, aber sein Bericht legt eine viel geringere Zahl arabischer Schützen nahe als die mehreren Tausend (bei Kadish und Sela).“
Auch James Bowen ist kritisch. Die UCC-Website ist seiner Meinung nach mit Vorsicht zu bewerten: „… sie beruht auf einem Buch derselben Autoren, das 2000 vom israelischen Verteidigungsministerium veröffentlicht wurde.“
Aref al-Aref geht von 426 Toten aus, einschließlich 179, die seiner Meinung nach später in einer der Moscheen getötet wurden, bei einem verwirrenden Ereignis, das verschiedene Quellen als Massaker oder Gefecht beschreiben. Tausende der muslimischen Männer in Gewahrsam (detainees) waren tags zuvor zu zweien der Moscheen gebracht worden, christliche detainees waren zur Kirche oder einem nahe gelegenen griechisch-orthodoxen Kloster, was die Muslime in Angst vor einem Massaker ließ. Morris schreibt, einige von ihnen hätten versucht auszubrechen, da sie damit rechneten, getötet zu werden. In Reaktion darauf hätte die IDF Granaten und Panzerabwehrraketen in einen Teil des Gebäudekomplexes der Moschee hinein geschossen. Kadish und Sela meinen, es habe sich um ein Gefecht gehandelt, das zwischen bewaffneten Milizionären innerhalb der Moschee und israelischen Soldaten außerhalb ausgebrochen sei. In Reaktion auf Angriffe aus dem Moscheebereich hätten Israels eine Panzerabwehrgranate hineingeschossen, den Bereich gestürmt und 30 Milizionäre innerhalb des Bezirks getötet. 2013 stellte nach dem Zeugnis von Zochrot Yerachmiel Kahanovich fest, ein Kämpfer der Palmach, der während des Ereignisses anwesend war, er selbst habe während der Bombardierung einer Moschee mit Granaten eine Panzerabwehrrakete abgeschossen, die mit einer gewaltigen Schockwelle in der Moschee eingeschlagen sei. Bei nachträglicher Überprüfung habe er die Wände übersät mit den Überresten von Menschen gefunden. Er stellte außerdem fest, jeder, der vom Fluchtpfad abgewichen sei, sei erschossen worden. Nach Morris starben Dutzende, darunter Unbewaffnete, Frauen und Kinder. Ein Augenzeuge veröffentlichte 1998 seine Erinnerungen, in denen er festhielt, er habe 95 Leichen aus einer der Moscheen entfernt.
Als die Schießerei vorüber war, lagen Leichen in den Straßen und Häusern von Lydda und auf der Straße nach Ramle. Morris spricht von Hunderten. Das Rote Kreuz sollte das Gebiet untersuchen, aber die neue israelische Militärverwaltung von Ramle gab den Befehl aus, den Besuch zu verschieben. Als neuer Termin wurde der 14. Juli festgesetzt; Dani HQ befahl den israelischen Truppen, vorher die Leichen zu beseitigen, aber der Befehl scheint nicht ausgeführt worden zu sein. Dr. Klaus Dreyer vom Medical Corps der IDF beklagte sich am 15. Juli darüber, dass immer noch Leichen in Lydda und Umgebung lägen, was ein Gesundheitsrisiko und ein moralisches wie ästhetisches Problem darstelle („moral and aesthetic issue“). Er bat darum, Lastwagen und arabische Bewohner zu mobilisieren, um sich damit zu befassen.

## Der Exodus

### Kontroverse um angebliche Vertreibungsbefehle
Benny Morris schreibt, David Ben-Gurion und die IDF hätten weitgehend nach eigener Einschätzung entschieden, wie palästinensische arabische Einwohner zu behandeln seien, ohne Beteiligung des Kabinetts oder anderer Minister. Infolgedessen war ihre Politik planlos und umständlich, teilweise von den Örtlichkeiten abhängig, teilweise von Religion und ethnischer Zugehörigkeit der Stadt. Die palästinensischen Araber in West- und Niedergaliläa, meist Christen und Drusen, bekamen die Erlaubnis, an ihnen Wohnorten zu bleiben, aber die weitgehend muslimischen Städte Lydda und Ramle wurden fast vollständig entvölkert. Es gab keine offizielle Politik der Vertreibung der palästinensischen Bevölkerung, so schreibt Morris, aber die Idee des Transfers habe „in der Luft“ gelegen und die Führung habe dies verstanden.

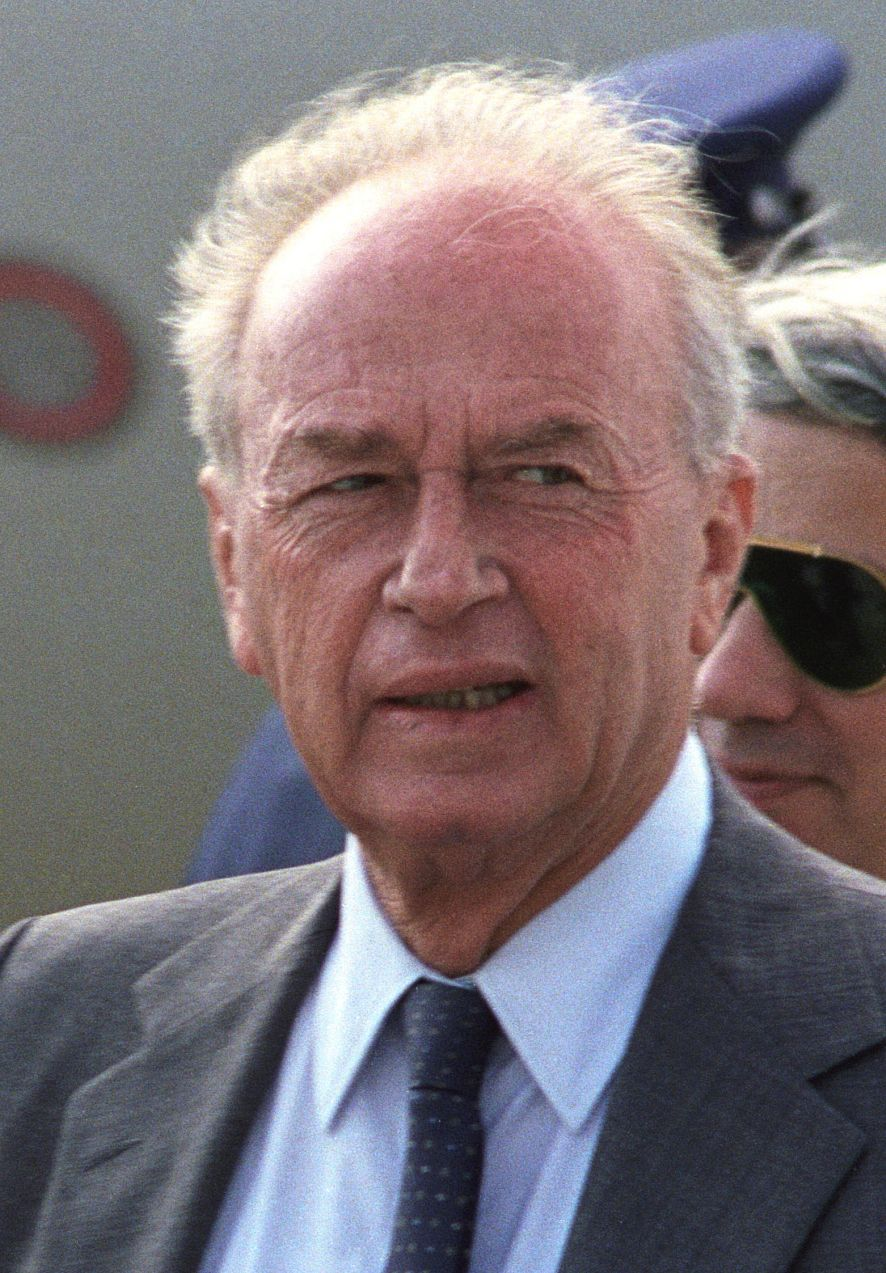
Jitzchak Rabin (1922–95) unterschrieb den Befehl zur Vertreibung.

Während der Fortsetzung der Schießereien in Lydda fand am 12. Juli ein Treffen im QG der Operation Dani statt. Anwesend waren Ben-Gurion, Yigael Yadin und Zvi Ayalon, Generäle der IDF, und Yisrael Galili, früheres Mitglied der Haganah, dazu Jiggaʾel Allon, Befehlshaber der Operation Dani, und Jitzchak Rabin. Ben-Gurion, Allon und Rabin verließen vor dem Ende des Treffens den Raum. Rabin stellt die folgenden Ereignisse in zwei unterschiedlichen Berichten dar. 1977 wurde er von Michael Bar-Zohar interviewt und sagte, Allon habe gefragt, was mit den Bewohnern geschehen solle; Ben-Gurion habe als Antwort mit der Hand gewunken und gesagt „garesh otam“—„vertreib sie.“ Im Manuskript seiner Memoiren schrieb er dagegen, Ben-Gurion habe nicht gesprochen, sondern lediglich mit der Hand gewunken, und er habe dies so verstanden, dass er damit sagen wollte, man solle sie vertreiben. Der Vertreibungsbefehl für Lydda wurde am 12. Juli um 13:30 Uhr ausgegeben und trug Rabins Unterschrift.
In seinen Memoiren schreibt Rabin: „'Vertreiben' als Begriff klingt hart. Psychologisch gesehen, war dies eine der schwierigsten Aktionen, die wir unternahmen. Die Bevölkerung von Lydda verließ die Stadt nicht freiwillig. Die Anwendung von Gewalt und Warnschüssen war unvermeidbar, um die Bewohner zum Marsch über 10 bis 15 Meilen bis zu der Stelle zu bewegen, wo sie auf die Legion trafen.“ („The population of Lydda did not leave willingly. There was no way of avoiding the use of force and warning shots in order to make the inhabitants march the 10 to 15 miles to the point where they met up with the legion.“) Die israelische Zensur strich diese Passage aus seinem Manuskript, aber Peretz Kidron, ein israelischer Journalist, der die Memoiren ins Englische übersetzte, teilte die zensierte Passage David Shipler von der NYT mit. Shipler veröffentlichte diesen gestrichenen Text am 23. Oktober 1979.
In einem Interview mit The New York Times setzte sich Jiggaʾel Allon mit Rabins Version der Ereignisse kritisch auseinander. „Bei aller Hochschätzung für Rabin in der Zeit des Unabhängigkeitskriegs war ich doch der Befehlshaber und meine Faktenkenntnis ist daher zutreffender“, teilte er Shipler mit. („With all my high esteem for Rabin during the war of independence, I was his commander and my knowledge of the facts is therefore more accurate.“) Ich bat den verstorbenen Ben-Gurion nicht um Erlaubnis, die Bevölkerung von Lydda zu vertreiben. Ich erhielt diese Erlaubnis nicht und ich gab auch keine solche Anweisungen. („I did not ask the late Ben-Gurion for permission to expel the population of Lydda. I did not receive such permission and did not give such orders.“) Die Anwohner hätten die Stadt teilweise deshalb verlassen, weil die Legion es ihnen gesagt hatte, so dass diese Lydda zu einem späteren Zeitpunkt zurückerobern könnte, teilweise aber auch aus Panik.
Auch Joʾav Gelber kritisiert Rabins Bericht. Ben-Gurion habe die Gewohnheit gehabt, seine Befehle klar zum Ausdruck zu bringen, mündlich oder schriftlich, er würde keinen Befehl durch das Winken mit der Hand gegeben haben. Es gebe des Weiteren keinen Bericht eines Treffens vor der Invasion, der auf die Besprechung einer Vertreibung hindeute. Er schreibt die Vertreibungen Allon zu, der, wie er schreibt, für seine Politik der verbrannten Erde bekannt gewesen sei. An allen Orten, an denen Allon das Kommando über israelische Truppen innehatte, seien keine Palästinenser zurückgeblieben.
Im Gegensatz zur traditionellen Geschichtsschreibung, die davon ausging, Palästinenser hätten ihr Land auf Befehl ihrer arabischen Führer verlassen, stellten einige israelische Forscher diese Sicht der Dinge in den letzten Jahren in Frage.

### Die Intervention von Schitrit/Shertok
Das Kabinett wusste nach Berichten nichts von einem Vertreibungsplan, bis Bechor Schitrit, Minister für Minderheiten, am 12. Juli ohne Ankündigung in Ramle erschien. Er war schockiert zu sehen, dass die Truppen Vertreibungen organisierten. Er kehrte nach Tel Aviv zurück, um mit Außenminister Moshe Shertok zu sprechen, der mit Ben-Gurion zusammentraf, um Richtlinien für die Behandlung der Bewohner zu vereinbaren. Morris schreibt dagegen, Ben-Gurion habe offensichtlich Schitrit oder Shertok nicht mitgeteilt, dass er selbst die Quelle der Vertreibungsbefehle war. Gelber widerspricht der Analyse von Morris und argumentiert, Ben-Gurions Vereinbarung mit Shitrit und Shertok sei ein Beweis dafür, dass die Vertreibung nicht seine Absicht gewesen sei, und kein Beweis für Doppelzüngigkeit, wie Morris impliziere. Die Vereinbarung lautete, dass den Bewohnern der Stadt mitgeteilt werden solle, wer die Stadt verlassen wolle, könne dies tun, jeder aber, der bleibe, sei verantwortlich für sich selbst und würde keine Essensrationen bekommen. Frauen, Kinder, Alte und Kranke sollte nicht gezwungen werden, die Stadt zu verlassen, Klöster und Kirchen dürften nicht beschädigt werden. Moscheen wurden nicht erwähnt. Ben-Gurion leitete den Befehl an den Generalstab der IDF weiter, dieser wiederum an Dani HQ, wo er am 12. Juli um 23:30 Uhr eintraf, 10 Stunden nach Ausgabe der Vertreibungsbefehle; Morris sieht eine Mehrdeutigkeit in der Anweisung, Frauen, Kinder und Kranke sollten nicht gezwungen werden zu „gehen“. Das Wort lalechet kann zu Fuß gehen oder fortgehen bedeuten. Nach Weitergabe des Befehls glaubte Shertok, er habe die Vertreibung abgewendet. Es war ihm nicht bewusst, dass diese schon zum Zeitpunkt der Besprechung in Tel Aviv im Gange war.

### Der Beginn der Vertreibung
Tausende der Bewohner Ramles begannen zwischen dem 10. und 12. Juli zu Fuß oder mit Lastwagen und Bussen die Stadt zu verlassen. Die IDF benutzten eigene und von Arabern konfiszierte Fahrzeuge. Nach der Aussage von Morris hätten bis zum 13. Juli die Vorstellungen der IDF und die der Bewohner Lyddas zusammengepasst. Innerhalb der vergangenen drei Tage hatte die Stadtbevölkerung Luftangriffe, eine Invasion, Granatwerfereinsatz und Hunderte toter Bewohner erlitten, unter Ausgangssperre gelebt, waren von der Arabischen Legion verlassen worden und die wehrfähigen Männer waren zusammengetrieben worden. Morris meint, die Bewohner seien zu dem Schluss gekommen, ein Leben unter israelischer Herrschaft sei nicht erträglich. Spiro Munayyer, ein Augenzeuge, meinte, das Wichtigste sei gewesen, aus der Stadt herauszukommen. Eine Abmachung mit dem Nachrichtenoffizier der IDF, Shmarya Guttman, später als Archäologe bekannt, sei getroffen worden, die Bewohner würden die Stadt im Gegenzug für die Freilassung der Gefangenen verlassen. Guttman will selbst in die Moschee gegangen sein, um den Männern zu sagen, sie seien frei, sich mit ihren Familien zu vereinigen. Ausrufer und Soldaten liefen oder fuhren durch die Stadt und wiesen Einwohner an, wo sie sich zum Auszug versammeln sollten.
Entgegen der Möglichkeit einer einvernehmlichen Handlung schreibt Morris, die Truppen hätten die folgenden Ereignisse nicht als freiwilligen Weggang, sondern als Akt der Deportation aufgefasst. Noch während die Einwohner in der Stadt waren, hatte der Nachrichtenverkehr über Radio der IDF schon begonnen, sie Flüchtlinge zu nennen (plitim). Das HQ der Operation Dani teilte dem Generalstab der IDF am Mittag des 13. Juli mit, die Truppen seien gerade sehr damit beschäftigt, die Einwohner zu vertreiben („[The troops in Lydda] are busy expelling the inhabitants [oskim begeirush hatoshavim],“) und meldeten gleichzeitig den Hauptquartieren der 8. und Yiftah Brigaden von Qiryati, dass der feindliche Widerstand in Ramle und Lydda beendet sei. Die Vertreibung der Bewohner habe begonnen. („The eviction [pinui] of the inhabitants… has begun.“)

### Der Marsch

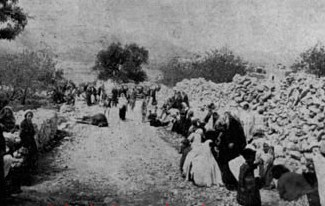
Exodus aus Lydda und Ramle

Lyddas Bewohner begannen mit dem Auszug am Morgen des 13. Juli. Sie mussten zu Fuß gehen, vielleicht entweder wegen ihres vorherigen Widerstands oder weil Fahrzeuge fehlten. Sie liefen 6 oder 7 Kilometer bis Beit Nabala, dann weitere 10–12 nach Barfiliya (im Gebiet des heutigen Modiʿin Makkabim Reʿut), entlang staubiger Straßen bei Temperaturen von 30–35 °C; sie transportierten ihre Kinder und ihren Besitz in Karren, die von Tieren gezogen wurden, oder auf dem Rücken. Nach Shmarya Guttman, einem IDF-Soldaten, wurden gelegentlich Warnschüsse abgefeuert. Manche wurden auf dem Weg von israelischen Soldaten an Wachposten ihrer Wertsachen beraubt. Ein anderer Soldat der IDF beschreibt, wie Besitz und Menschen allmählich zurückgelassen wurden, als die Flüchtlinge müde wurden oder zusammenbrachen. „Zunächst wurden Utensilien und Möbel zurückgelassen, am Ende lagen die Körper von Männern, Frauen und Kindern entlang des Weges.“

Haj As'ad Hassouneh, von Saleh ʿAbd al-Jawad als ein Überlebender des Todesmarsches beschrieben, teilte 1996 seine Erinnerungen mit: 
Die Juden kamen und riefen unter den Menschen: Ihr müsst gehen. Wohin sollen wir gehen? Geht nach Barfilia … Der Platz, wo man stand, bestimmt ob und welche Familienmitglieder und welchen Besitz man kriegen konnte; Alles, was westlich von dir lag, war nicht zu beschaffen. Man musste sofort anfangen zu laufen und zwar in Richtung Osten, … Die Menschen waren erschöpft, schon bevor sie die Reise begannen oder versuchen konnten, irgendeinen Bestimmungsort zu erreichen. Niemand wusste, wo Barfilia lag oder die Entfernung zum Jordan … Die Menschen waren wegen des Ramadan außerdem am Fasten, weil sie religiös waren. Menschen begannen zu verdursten. Einige Frauen starben und ihre Babys hingen noch an der Brust der Toten. Viele der Älteren starben auf dem Weg … Viele begruben ihre Toten in Maisblättern.
Nach drei Tagen des Wanderns wurden die Flüchtlinge von der Arabischen Legion aufgenommen und nach Ramallah gefahren. Berichte zur Zahl der Toten sind unterschiedlich. Viele waren ältere Menschen und kleine Kinder, die wegen Hitze und Erschöpfung starben. Morris spricht von einer Handvoll oder vielleicht ein paar Dutzend („handful and perhaps dozens.“) Glubb vermerkte, niemand werde jemals wissen, wie viele Kinder gestorben seien. Nimr al Khatib schätzte die Zahl der Toten aufgrund Hörensagens auf 335. Walid Khalidi gibt 350 an und beruft sich dabei auf Aref al-Aref. Die Vertreibungen führten zur Verstopfung der Straßen in östlicher Richtung. Morris stellt die Denkweise der IDF als einfach und von zwingender Logik dar: Sie hatten zwei Hauptziele erreicht und waren nun am Ende (out of steam). Man hatte mit einem Gegenangriff der Arabischen Legion gerechnet, aber die Vertreibung hatte ihn vereitelt: Die Straßen waren verstopft und die Legion war plötzlich verantwortlich für das Wohlergehen zusätzlicher Zehntausender Menschen.

### Plünderung von Flüchtlingen und Städten

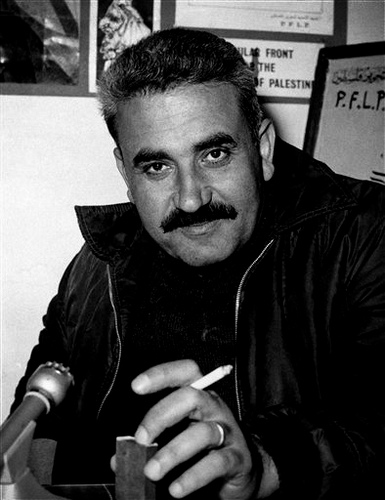
George Habasch (1926–2008), späterer Leiter der PFLP, gehörte zu den Vertriebenen von Lydda.

Die Scharett-Ben Gurion-Richtlinien für die IDF hatten im Einzelnen festgelegt, dass es keinen Raub geben dürfe, aber zahlreiche Quellen berichten von weit verbreitetem Plündern. The Economist schrieb am 21. August 1948: 
Die arabischen Flüchtlinge wurden systematisch aller ihrer Habseligkeiten beraubt, bevor man sie auf den Marsch zur Grenze schickte. Haushaltswaren, Vorhänge, Kleider, alles musste zurückgelassen werden.
“The Arab refugees were systematically stripped of all their belongings before they were sent on their trek to the frontier. Household belongings, stores, clothing, all had to be left behind.“ 
Aharon Cohen, der Director der arabischen Abteilung von Mapam beklagte nach den Deportationen bei Mon Jiggaʾel Allon, dass den Truppen mitgeteilt wurde, sie sollten den Einwohnern Schmuck und Geld abnehmen, so dass sie mittellos bei der Arabischen Legion ankämen, womit die Belastung vergrößert würde, sich um sie zu kümmern. Allon erwiderte, er wisse von keinem Befehl dieser Art, aber gestand zu, es sei im Bereich des Möglichen.
George Habasch, der später die Popular Front for the Liberation of Palestine gründete, wurde in Lydda als Sohn einer griechisch-orthodoxen Familie geboren. Zu dieser Zeit war er im zweiten Jahr seiner Ausbildung an der medical school in Beirut, er kehrte jedoch nach Lydda zurück, als er hörte, die Israelis seien in Jaffa angekommen. Er war in der Folgezeit einer der Vertriebenen. In der Erinnerung an die Ereignisse von 1948 sagte er 1990, die Israelis hätten den Flüchtlingen Uhren, Schmuck, Gold und Brieftaschen abgenommen, er könne bezeugen, dass einer seiner Nachbarn erschossen worden sei, weil er sich geweigert habe, sich durchsuchen zu lassen. Die Schwester dieses Mannes, die gesehen habe, was geschah, sei während des Marsches als Folge des Schocks, der Belastung (exposure) und des Durstes gestorben.
Beim Weggang der Einwohner begann die Plünderung der Städte. Der Kommandeur der Yiftah brigade, Lt. Col. Schmuʾel „Mula“ Cohen, schrieb, dass die Grausamkeit des Krieges hier ihren Höhepunkt erlebte. Bechor Sheetrit, der Minister für Minderheiten, sagte, die Armee habe 1.800 LKW-Ladungen von Besitzgegenständen allein aus Lydda abtransportiert. Dov Shafrir wurde zu Israels Custodian of Absentee Property ernannt, er war mit dem Schutz und der Rückgabe palästinensischen Eigentums beauftragt, aber sein Personal war unerfahren und nicht fähig, die Lage zu kontrollieren. Die Plünderung war so umfassend, dass das 3. Bataillon aus Lydda in der Nacht vom 13. auf den 14. Juli zurückgezogen und für einen Tag ins Kinder- und Jugenddorf Ben Schemen, das nach Evakuierung der Kinder und Jugendlichen ab April 1948 als Militärbasis diente, geschickt werden musste, um eine Besinnungskonferenz durchzuführen (kinus cheshbon nefesh). Cohen zwang sie, ihre Beute herauszugeben, die dann auf dem Lagerfeuer verbrannt wurde, aber die Lage setzte sich fort, als sie in die Stadt zurückkehrten. Einige wurden später strafrechtlich verfolgt.
Es gab Vergewaltigungsvorwürfe. Ben-Gurion schrieb dazu in seinem Tagebucheintrag vom 15. Juli 1948: „Die bittere Frage über Raub- und Vergewaltigungstaten in den eroberten Städten kam auf. [...]“. Amos Kenan, der Zugführer im 82. Regiment der israelischen Armeebrigade war, die Lydda eroberte, teilte der Zeitschrift The Nation am 6. Februar 1989 mit: „Nachts gingen diejenigen von uns, die sich nicht kontrollieren konnten, in die Gefangenengebäude, um arabische Frauen zu ficken. Ich möchte stark annehmen und kann dies vielleicht sogar tun, dass diejenigen, die sich nicht zurückhalten konnten, das taten, was ihrer Meinung nach Araber auch ihnen angetan hätten, wenn sie den Krieg gewonnen hätten.“ Kenan sagte, er habe nur von einer Frau gehört, die sich beschwert habe. Ein Kriegsgericht wurde eingerichtet, sagte er, aber im Gericht fuhr sich der Angeklagte mit dem Handrücken über den Hals und die Frau entschied, nicht weiterzumachen. Die Regierung schenkte den Anschuldigungen wenig Beachtung. Landwirtschaftsminister Aharon Zisling teilte dem Kabinett am 21. Juli mit: „Man sagt, es habe Fälle von Vergewaltigung in Ramle gegeben. Ich könnte Akte der Vergewaltigungen verzeihen, aber nicht andere Taten, die mir viel gravierender erscheinen. Wenn eine Stadt betreten wird und mit Gewalt Ringe von den Fingern und Ketten vom Hals gerissen werden – dies ist eine sehr ernste Angelegenheit“.
Stuart Cohen hält die Kontrolle der Zentrale über die israelischen Kämpfer für schwach. Nur Jiggaʾel Allon, Kommandeur der IDF, schrieb standardmäßig Befehle in Schriftform an die Kommandeure, die den Hinweis enthielten, dass Rechtsbrüche geahndet würden. Ansonsten vertraute man, manchmal zu Unrecht, auf die intuitive Truppendisziplin (troop decency), wie es Cohen nennt. Trotz der angeblichen Kriegsverbrechen schreibt er, habe sich die Mehrheit der IDF korrekt und anständig verhalten (with decency and civility). Jitzchak Rabin vermerkt in seinen Memoiren, dass einige Soldaten es abgelehnt hätten, an den Vertreibungen teilzunehmen.

## Folgezeit

### In Ramallah, Amman und andernorts

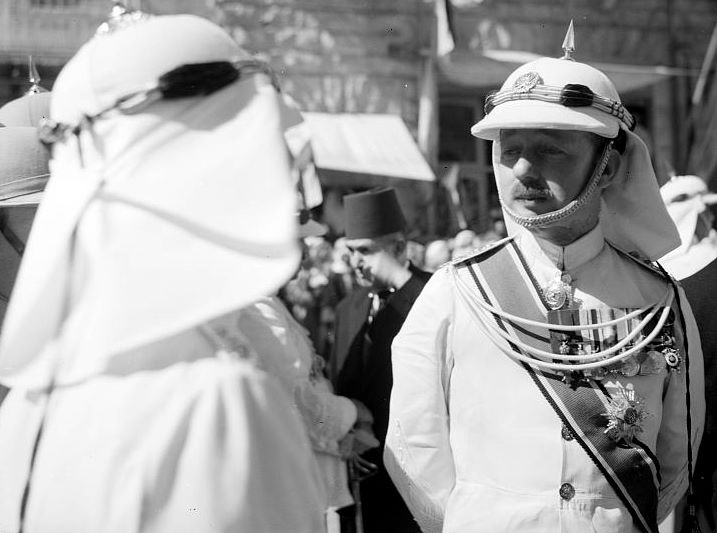
John Bagot Glubb, britischer Kommandeur der Arabischen Legion, wurde angespuckt, während er durch die West Bank fuhr, weil er Lydda und Ramle den Israelis überlassen hatte.

Zehntausende von Palästinensern aus Lydda und Ramle strömten nach Ramallah hinein. Zumeist hatten sie kein Geld, keine Nahrungsmittel oder Wasser, und stellten ein Gesundheitsrisiko dar, nicht nur für sich selbst. Der Stadtrat von Ramallah bat König Abdullah sie wegzubringen. Einige Flüchtlinge erreichten Amman, den Gaza-Streifen, den Libanon und Obergaliläa. Im ganzen Gebiet gab es wütende Demonstrationen gegen Abdullah und die Arabische Legion wegen ihres Versagens bei der Verteidigung der Städte. Menschen bespuckten Glubb, den britischen Kommandeur der Arabischen Legion, als er durch die West Bank fuhr, und Ehefrauen und Eltern von Soldaten der Arabischen Legion versuchten in den Palast Abdullahs einzudringen. Alec Kirkbride, britischer Botschafter in Amman, beschrieb eine Demonstration in der Stadt vom 18. Juli:
Einige Tausend Palästinenser strömten den Hügel hinauf zum Haupteingang des Palastes … sie schrien Schimpfworte und verlangten, dass die verlorenen Städte sofort zurückerobert werden sollten … Der König erschien am oberen Rand der Treppe des Gebäudes; Er war eine kurzgewachsene, aber würdevolle Gestalt in weißen Gewändern und Kopfschmuck. Er machte eine kleine Pause, überblickte den siedenden Mob vor sich und schritt die Stufen hinunter, stieß sich durch den Spalier der Wächter hindurch, bis er in der Mitte der Demonstranten angekommen war. Er ging zu einer auffällig erscheinenden Person, die aus lautem Halse schrie, und schlug ihr mit der Handfläche mit voller Kraft auf die Schläfe. Der Geschlagene hörte auf zu schreien und man konnte den König brüllen hören: So, ihr wollt auch mit den Juden kämpfen. Sehr gut, hier ist ein Rekrutierungsbüro für die Armee hinter meinem Haus … geht dorthin und schreibt euch ein. Der Rest von Euch, verschwindet zum Teufel den Hügel hinunter.“ Der größte Teil der Menge ging wieder den Hügel hinab.
Morris schreibt, während eines Treffens des Politischen Komitees der Arabischen Legion in Amman vom 12.–13. Juli hätten Delegierte, besonders aus Syrien und dem Irak Glubb vorgeworfen, britischen oder sogar jüdischen Interessen zu dienen, als er sich mit der Knappheit von Truppen und Munition entschuldigte. Ägyptische Journalisten sagten, er habe Lydda und Ramle den Juden übergeben. Perie-Gordon, Großbritanniens acting minister in Amman, teilte dem Außenministerium mit, es gebe den Verdacht, Glubb habe um der britischen Regierung willen Lydda und Ramle mit Absicht aufgegeben, um sicherzustellen, dass Transjordanien einen Waffenstillstand akzeptierte. Abdullah deutete an, dass er Glubbs Abschied wünsche, ohne ihn aber wirklich darum zu bitten – besonders nachdem irakische Offiziere behaupteten, das gesamte haschemitische Königshaus stehe in britischem Sold – aber London bat ihn weiterzumachen. Die Beliebtheit Großbritanniens erreichte bei den Arabern ein Allzeit-Tief. Der Sicherheitsrat der UN forderte einen Waffenstillstand, der nicht später als am 18. Juli beginnen sollte, gegen Verstöße sollten Sanktionen verhängt werden. Die Araber reagierten mit Empörung: „Keine Gerechtigkeit, keine Logik, keine Gleichbehandlung, kein Verständnis, sondern blinde Unterwerfung unter alles Zionistische“, antwortete Al-Hayat („No justice, no logic, no equity, no understanding, but blind submission to everything that is Zionist“). Morris schrieb dagegen, kühlere Köpfe in der arabischen Welt seien im Stillen zufrieden damit gewesen, dass man von ihnen bei der offensichtlichen militärischen Überlegenheit Israels forderte, nicht weiter zu kämpfen.

### Lage der Flüchtlinge
Morris schreibt, die Lage der 400.000 Flüchtlinge nicht nur aus Lydda und Ramle sei prekär (dire), ihre Unterkunft waren öffentliche Gebäude, verlassene Kasernen und unter Bäumen. Greve Folke Bernadotte, der Vermittler der UN in Palästina, besuchte ein Flüchtlingslager in Ramallah und sagte, er habe nie ein grausigeres Bild gesehen. Morris sagt, die arabischen Regierungen hätten sehr wenig für sie getan und der größte Teil der Hilfe, die sie erreichte, sei aus dem Westen über das Rote Kreuz und die Quäker gekommen. Eine neue UN-Behörde wurde eingerichtet, um die Sache voranzubringen, die 1949 gegründete United Nations Relief and Works Agency for Palestine Refugees in the Near East (UNRWA), die noch heute wenige betagte Flüchtlinge und vor allem ihre Nachkommen, gegenwärtig (2008) vier Millionen, versorgen. Bernadottes Vermittlungsbemühungen führten zu einem Vorschlag, Palästina zwischen Transjordanien und Israel aufzuteilen und Lydda und Ramle König Abdullah zu übergeben. Sie endete am 17. September 1948, als er von vier israelischen Schützen ermordet wurde, die zu den Lechi gehörten, einer extremistischen zionistischen Gruppierung.

### Konferenz von Lausanne
Die UN berief 1949 die Lausanne-Konferenz zum Teil auch deshalb ein, um die Flüchtlingsfrage zu lösen. Am 12. Mai 1949 erzielte die Konferenz ihren einzigen Erfolg, als alle Teilnehmer das Protokoll über die Rahmenvereinbarungen zu einem umfassenden Frieden unterschrieben, wozu Territorien, Flüchtlinge und die Stadt Jerusalem gehörten. Israel stimmte prinzipiell der Rückkehr aller palästinensischen Flüchtlinge zu, weil die Israelis die Mitgliedschaft in den United Nations anstrebten, wozu die Lösung des Flüchtlingsproblems erforderlich war. Sobald Israel der UN beitreten durfte, trat es von dem unterschriebenen Protokoll zurück, da es mit dem Status quo völlig zufrieden war und keine Notwendigkeit sah, in der Grenzfrage oder beim Flüchtlingsproblem irgendwelche Konzessionen zu machen. Außenminister Moshe Sharett hatte in Lausanne auf eine umfassende Friedensregelung gehofft, aber er konnte es nicht mit Premier David Ben-Gurion aufnehmen, der die Waffenstillstandsvereinbarungen für ausreichend erachtete, die die Kämpfe mit den arabischen Ländern beendet hatten und einem dauerhaften (permanent) Friedensvertrag nur geringe Bedeutung zumaß. Auch die arabischen Nachbarländer verweigerten einen Frieden mit Israel. Am 3. August 1949 schlug die israelische Delegation die Repatriierung von 100.000 Flüchtlingen vor, aber nicht zu ihren früheren Wohnungen, die zerstört waren oder jüdischen Flüchtlingen aus Europa gegeben worden waren; Israel würde genauer festlegen, wo die Flüchtlinge wieder angesiedelt würden und auch die wirtschaftlichen Aktivitäten bestimmen, die ihnen erlaubt würden. Teil der 100.000 würden auch die 25.000 sein, die schon illegal zurückgekehrt waren, die tatsächliche Zahl war also 75.000. Die USA hielten diese Zahl für zu niedrig und wollten 200.000 bis 250.000 Flüchtlinge zurückgeführt sehen. Die Araber hielten das Angebot der israelischen Seite für weniger als einen symbolischen Akt („less than token.“). Als der ‘100.000-Plan’ verkündet wurde, war die Reaktion der israelischen Zeitungen und der politischen Parteien einhellig ablehnend. Kurz darauf verlautbarten die Israelis, das Angebot sei zurückgezogen worden.

### Wiederbesiedlung der Städte

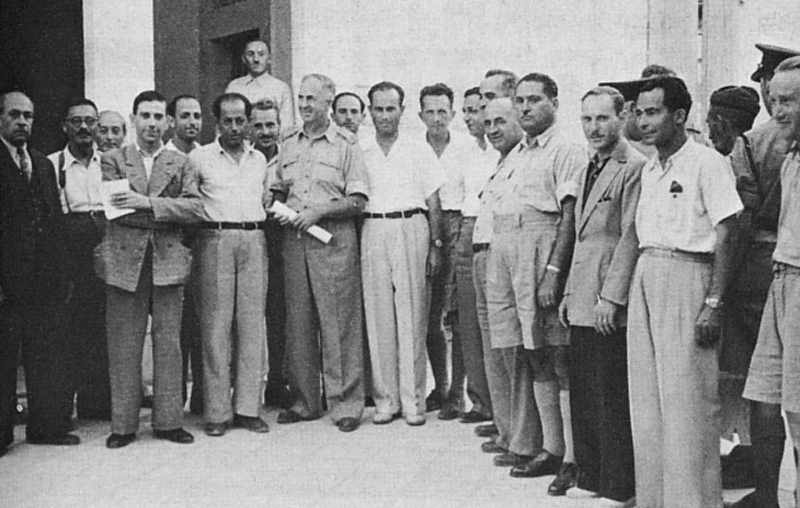
Amtsübergabe vom Militärverwalter von Lod an den ersten Bürgermeister Pessach Lev, aufgenommen im April 1949

Am 14. Juli 1948 teilte die IDF Ben-Gurion mit, nicht ein einziger arabischer Bewohner sei in Ramla oder Lod zurückgeblieben, wie die Städte nun genannt wurden. Tatsächlich waren aber einige Hundert zurückgeblieben, einschließlich Angehörige der Stadtwerksmitarbeier, die Dienste wie die Wasserversorgung aufrechterhielten, dazu Facharbeiter für die Eisenbahn, den Flughafen, außerdem alte Leute, Kranke und einige Christen und andere, die in den folgenden Monaten zu ihren Häusern zurückkehrten. Im Oktober 1948 berichtete der Militärgouverneur von Ramla-Lod, dass 960 Palästinenser in Ramla und 1.030 in Lod lebten. Die Militärverwaltung der beiden Städte endete im April 1949.
Fast 700.000 Juden immigrierten zwischen Mai 1948 und Dezember 1951 aus Europa, Asien und Afrika, davon etwa 300.000 geflüchtete und vertriebene jüdische Araber, wodurch sich die jüdische Bevölkerung im Lande verdoppelte; 1950 wurde in Israel das Rückkehrgesetz verabschiedet, das ausländischen Juden die sofortige Aufnahme als Staatsbürger Israels bietet. Die meisten Neuzugezogenen, die sich in den Städten ansiedelten, waren jüdische Araber aus Vorderasien oder Nordafrika, die i. d. R. von ihren Habschaften nichts materiell Bedeutendes hatten mitbringen können. Den mittellosen Immigranten wurden Wohnungen von Palästinensern zugewiesen, teilweise wegen der unvermeidlichen Knappheit an Wohnungen, aber auch als politische Maßnahme, die die Rückforderung durch die früheren Eigentümer erschweren sollte. Die Immigranten konnten auch das Mobiliar der Flüchtlinge vom Custodian for Absentees’ Property kaufen. Jüdische Familien wurden gelegentlich in Häuser einquartiert, die Palästinensern gehörten, die in einem von Israels nicht geräumten arabischen Orten als Binnenflüchtlinge lebten, den so genannten „present absentees“, die als physisch anwesend, aber juristisch abwesend betrachtet wurden und kein Recht hatten, ihr Eigentum zurückzufordern. Im März 1950 lebten 8.600 meist arabische Juden und 1.300 palästinensische Araber in Ramla, 8.400 Juden und 1.000 Palästinenser in Lod. Für 58 % der 770.000 bis 1952 aufgenommenen Neu-Israelis gab es aber keinen Platz in leeren Häusern, sie lebten, zu drei Vierteln jüdische Araber großteils aus dem Irak und Jemen, unter schwierigsten Bedingungen in Zelten der Übergangslager (Maʿabbarot). während ihre Eingliederung in gewachsene oder neue Wohnorte sich hinzog, bis 1963 das letzte aufgelöst werden konnte, um die traumatisierende Flüchtlingserfahrung zu keinem Dauerzustand werden zu lassen.
Die arabischen Arbeiter, die in den Städten hatten bleiben dürfen, lebten unter den teils bis 1966 für muslimische und christliche arabische Israelis obliegenden Beschränkungen der Bewegungsfreiheit (nächtlicher Ausgang nur mit Passierschein) in militärisch kontrollierten Wohngebieten. Der Militärverwalter teilte die Region in drei Zonen auf, Ramla, Lod und Rakkevet, eine von Briten errichtete Siedlung in Lod für Eisenbahner. Die arabischen Gebiete in ihnen wurden für „geschlossen“ erklärt, jede geschlossene Zone wurde von einem Komitee aus drei bis fünf Mitgliedern verwaltet. Viele der wichtigsten Beschäftigten der Stadt waren Palästinenser, die bis 1952 sämtlich als Israelis eingebürgert wurden. Die Militärverwalter kümmerte sich um einige ihrer Bedürfnisse, wie etwa eine Schule zu bauen, medizinische Hilfe anzubieten und ihnen 50 Dunams für den Anbau von Gemüse zuzuweisen, das Innere der Dahmash Moschee zu renovieren, aber es scheint, die Verbliebenen fühlten sich wie Gefangene; beispielsweise waren arabisch-nichtjüdische Eisenbahner einer Ausgangssperre unterworfen, die vom Abend bis zum Morgen dauerte, wobei sie regelmäßig auf Waffen untersucht wurden. Einer schrieb im März 1949 einen offenen Brief an Al Youm wegen 460 Muslime und Christen, die bei der Eisenbahn beschäftigt waren: „Since the occupation, we continued to work and our salaries have still not been paid to this day. Then our work was taken from us and now we are unemployed. The curfew is still valid … [W]e are not allowed to go to Lod or Ramla, as we are prisoners. No one is allowed to look for a job but with the mediation of the Mitglieds of the Local Committee … we are like slaves. I am asking you to cancel the restrictions and to let us live freely in the state of Israel“.

### Rezeption in der Kunst
Ismail Shammout (1930–2006) war 19, als er aus Lydda vertrieben wurde. Er schuf eine Reihe von Gemälden zu dem Marsch der Flüchtlinge, das bekannteste davon ist Where to ..? (1953), das unter Palästinenser ikonischen Status besitzt. Ein lebensgroßes Bild eines Mannes in Lumpen mit Wanderstab in einer Hand, dem Handgelenk eines Kindes in der anderen, ein Kleinkind auf der Schulter, ein drittes Kind weinend und allein hinter ihm. Im Hintergrund sieht man einen verdorrten Baum, in der Weite die Umrisse einer arabischen Stadt mit einem Minarett. Gannit Ankori schreibt, die im Bilde abwesende Mutter stehe für die verlorene Heimat, die Kinder seien die Waisen, die ihr Land verloren hätten.

Bis November 1948 waren der IDF in einigen Städten und Dörfern Gräueltaten vorgeworfen worden, so dass David Ben-Gurion eine Untersuchung anordnete. Der israelische Dichter Nathan Alterman (1910–1970) schrieb ein Gedicht zu diesen Vorwürfen, ʿAl Zot („On This“), das am 19. November 1948 in Davar veröffentlicht wurde. Es handelt von einem Soldaten auf einem Jeep, der mit dem Maschinengewehr auf einen Araber schießt, womit er sich laut Morris auf die Vorkommnisse in Lydda bezieht. Zwei Tage später ersuchte Ben-Gurion Alterman um die Erlaubnis, das Gedicht in der IDF zu verbreiten:
Let us sing then auch about „delicate incidents“
For which the true name, incidentally, is murder
Let songs be composed about conversations with sympathetic interlocutors
who with collusive chuckles make concessions and grant forgiveness

### Vier Persönlichkeiten nach dem Exodus

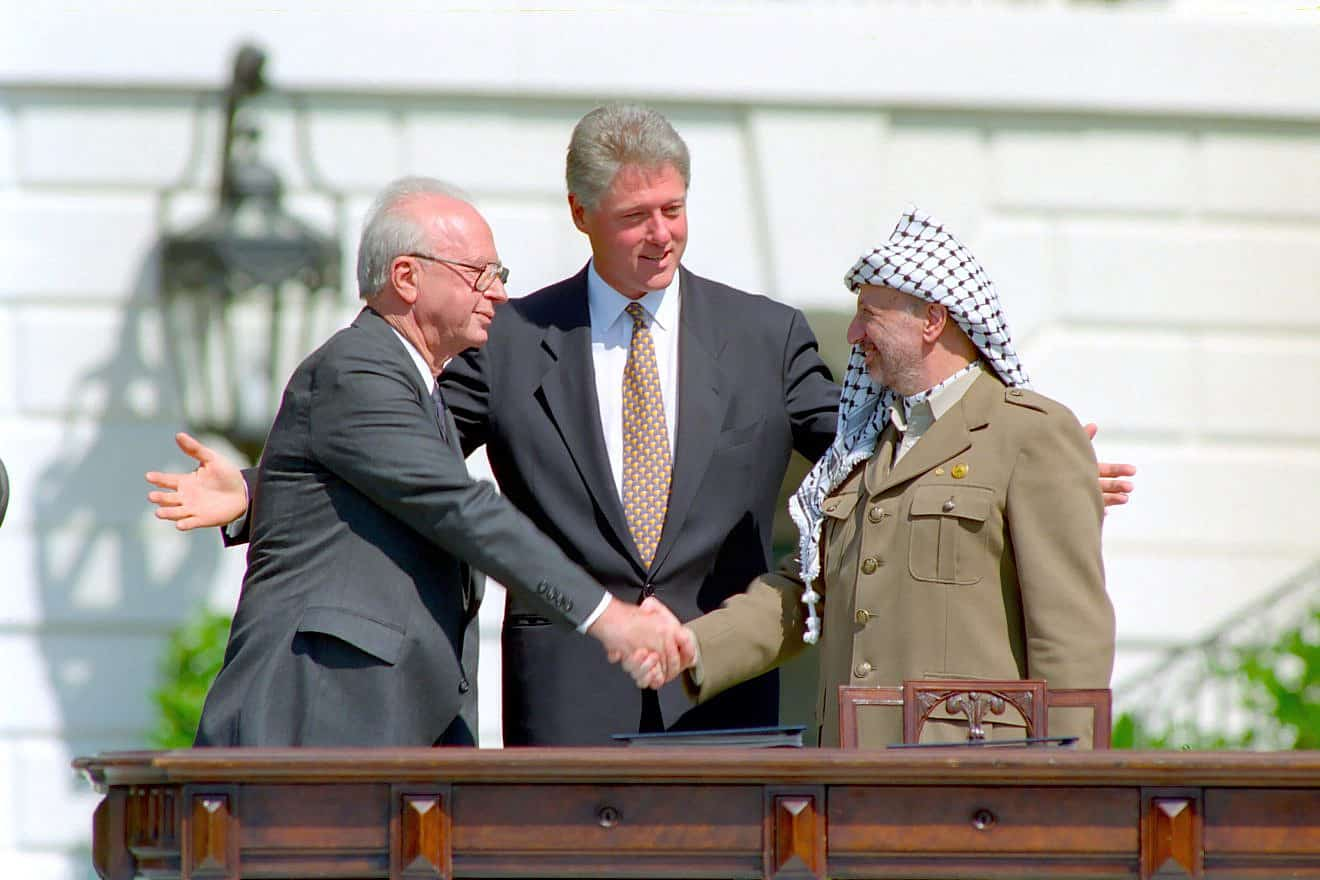
1993: Historischer Handschlag Jitzchak Rabins mit Yasser Arafat im Weißen Haus

Jiggaʾel Allon, Leiter der Operation Dani, der möglicherweise die Vertreibungen anordnete, wurde 1967 stellvertretender Premierminister. Er war Mitglied des Kriegskabinetts im Sechstagekrieg und der Architekt des Allon-Plans der Nachkriegszeit, der die Beendigung der Besetzung der West Bank vorschlug. Er starb 1980.
Jitzchak Rabin, Allons operations officer, der die Vertreibungsorder unterschrieb, wurde während des Sechstagekrieges Chief of Staff der IDF und 1974 und 1992 Premierminister. Er wurde 1995 von einem israelischen Radikalen ermordet, der den Friedensvertrag mit der PLO ablehnte.
Chalil al-Wazir, Sohn des vertriebenen Lebensmittelhändlers, wurde Gründungsmitglied der Fatah, speziell deren bewaffnetem Arm, Al-Assifa. Er organisierte den Guerillakrieg der PLO und die Jugendbewegung der Fatah, die dazu beitrug, 1987 die erste Intifada zu beginnen. Er wurde 1988 von einem israelischen Kommando in Tunis getötet.
George Habasch, der aus Lydda vertriebene Medizinstudent, wurde Führer einer der bekanntesten militanten Gruppen, der Popular Front for the Liberation of Palestine. Im September 1970 plante er die Entführung von vier Flugzeugen, was das Anliegen der Palästinenser in den Mittelpunkt des öffentlichen Interesses rückte. Die PFLP war auch für das Flughafenmassaker von 1972 in Lod verantwortlich, bei dem 27 Menschen ums Leben kamen, und 1976 für die Entführung eines Air France Flugs nach Entebbe, der zu der berühmten Rettungsaktion der IDF führte. Habasch starb 2008 in Amman an Herzversagen.

## Geschichtsschreibung

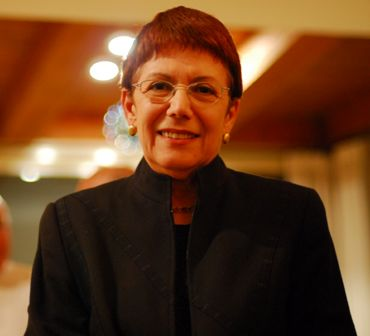
Anita Shapira, 2006

Laut Benny Morris waren israelische Historiker der Nachkriegszeit nicht ehrlich im Umgang mit dem Geschehen von Lydda/Ramle („Israeli historians in the 1950s, 1960s, and 1970s were less than honest in their treatment of the Lydda-Ramle episode“). Anita Shapira nennt sie die Palmach-Generation: Historiker, die im arabisch-israelischen Krieg von 1948 gekämpft hatten und nachher für die Geschichtsabteilung der IDF arbeiteten, wo sie Material zensierten, zu dem andere Wissenschaftler keinen Zugang hatten. Für sie, so Shapira, waren der Holocaust und der Zweite Weltkrieg einschließlich der Erfahrung jüdischer Schwäche angesichts der Verfolgung Grund dafür, dass der Kampf um Land zwischen Juden und Arabern eine Angelegenheit auf Leben und Tod bedeutete. Der Krieg von 1948 wurde so zum tragischen und heroischen Höhepunkt alles dessen, was vorausgegangen war, und der israelische Sieg ein Akt geschichtlicher Gerechtigkeit.
Die offizielle Geschichte der IDF hieß Toldot Milchemet HaQomemijjut (History of the War of Independence) und wurde 1959 veröffentlicht. Sie stellte die Ereignisse so dar, dass die Bewohner Lyddas gegen die Bedingungen ihrer Kapitulation verstoßen hätten und aus Angst vor israelischer Vergeltung weggegangen seien. Der Leiter der Geschichtssektion, Oberstleutnant Netanʾel Lorch, schrieb in The Edge of the Sword (1961), sie hätten freies Geleit von de IDF verlangt. Der US-amerikanische Politikwissenschaftler Ian Lustick schreibt, Lorch habe 1997 zugegeben, dass er seinen Posten aufgab, weil die Zensur es ihm unmöglich gemacht habe, qualitativ gute Geschichtsschreibung zu leisten. Ein anderer Angestellter der Geschichtssektion, Lt. Col. Elchannan Orren, verfasste 1976 eine ausführliche Geschichte der Operation Dani, ohne darin Vertreibungen zu erwähnen.
Arabische Historiker veröffentlichen Berichte, einschließlich Aref al-Areffs Al Nakba, 1947–1952 (1956–1960), Muhammad Nimr al-Khatibs Min Athar al-Nakba (1951) und verschiedenen Schriften Walid Khalidis. Morris meint zu ihnen, es fehle die Benutzung von Archivmaterial. Arabische Regierungen waren sehr zurückhaltend bei der Öffnung ihrer Archive und die israelischen waren zu diesem Zeitpunkt noch geschlossen. Die erste Person in Israel, die die Vertreibungen in Lydda und Ramle anerkannte, war nach Morris Jitzchak Rabin in seinen Memoiren von 1979, obwohl dieser Teil seines Manuskripts von Zensoren der Regierung entfernt wurden. Die Regelung der 30 Jahre in Israels Gesetz zur Nutzung der Archive, das 1955 erlassen wurde, bedeutete, dass Hunderttausende von Regierungsdokumenten in den 1980er Jahren veröffentlicht wurden und eine Gruppe von „neuen Historikern“ entstand, wie sie sich selbst bezeichneten, die zumeist um das Jahr 1948 herum geboren waren. Sie interpretierten die Geschichte des Krieges nicht im Rahmen („in terms of“) europäischer Politik, des Holocaust und der jüdischen Geschichte, sondern ausschließlich im Kontext des Nahen Ostens. Shapira schreibt, sie hätten sich auf die 700.000 palästinensische Araber konzentriert, die durch den Krieg entwurzelt wurden, nicht auf die 6.000 Juden, die in diesem Krieg starben. Sie beurteilten das Verhalten des jüdischen Staates so, wie sie jeden anderen beurteilt hätten. Zwischen 1987 und 1993 publizierten besonders vier von diesen Historikern, – Morris selbst, Simha Flapan, Ilan Pappé und Avi Shlaim – drei von ihnen in Oxford ausgebildet, eine Reihe von Büchern, die die Geschichtsschreibung des palästinensischen Exodus änderten. Lustick meint, in der Zeit vor Morris’ Publikation The Birth of the Palestinian Refugee Problem, 1947–1949 sei es Juden Israels außerhalb akademischer Zirkel weitgehend unbekannt gewesen, dass die Palästinenser das Land aufgrund von Vertreibung und Einschüchterung verlassen hatten.
Besonders Efraim Karsh kritisierte diese Auffassungen. Er schreibt, es habe mehr freiwillige Flucht gegeben, als Morris und andere zugestehen. Er erkennt die Tatsache von Vertreibungen an, besonders in Lydda, aber, so argumentiert er mit Morris, diese seien das Ergebnis von Entscheidungen in der Hitze der Gefechte gewesen und stellten nur einen kleinen Prozentsatz des gesamten Exodus dar. Karsh vertritt den Standpunkt, die Neuen Historiker hätten die Geschichte der Geburt des Staates Israels auf den Kopf gestellt und die arabischen Aggressoren zu Opfern gemacht. Er stellt bedauernd fest, dass diese neue Geschichtsdarstellung nun weithin akzeptiert sei.
Ari Shavit widmet in seinem Buch My Promised Land (2013) der Vertreibung ein ganzes Kapitel und nennt die Ereignisse „unsere black box“. In dieser liege das dunkle Geheimnis des Zionismus.
Die Positionen von Karsh und Morris widersprechen beide trotz ihrer Unterschiedlichkeit den Positionen Ilan Pappés und Walid Khalidis, die nicht nur von weitverbreiteten Vertreibungen sprechen, sondern auch behaupten, diese seien nicht das Ergebnis von Adhoc-Entscheidungen gewesen, sondern eher Teil einer absichtsvollen Strategie, als Plan Dalet bekannt und vor der Unabhängigkeitserklärung konzipiert. Ziel der Strategie sei gewesen, die arabische Bevölkerung zu transferieren und ihr Land zu übernehmen, in Pappés Worten: das Land ethnisch zu säubern.

## Lod und Ramla heute

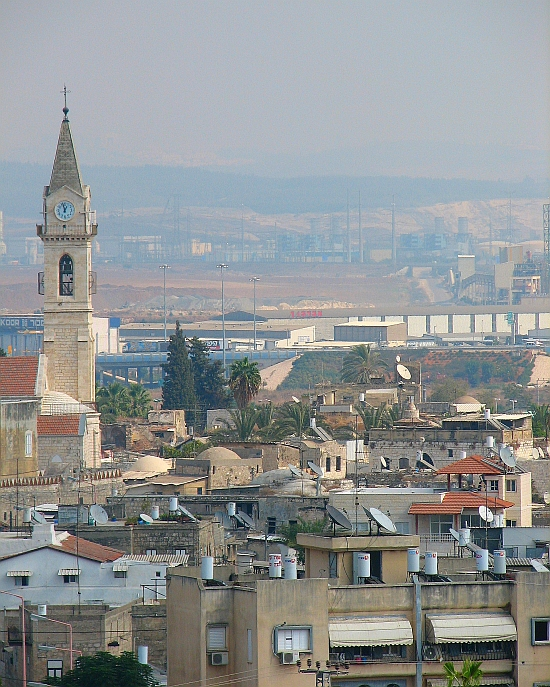
Ramla 2006

Im Mai 1962 zog Ramle kurzzeitig Aufmerksamkeit auf sich, als der frühere SS-Offizier Adolf Eichmann in einem Gefängnis der Stadt hingerichtet wurde. Die Bevölkerung lag zu dieser Zeit offiziell bei etwa 45.000 Juden und 20.000 Arabern; Haupterwerbsquelle war der Flughafen, der 1973 in Ben-Gurion International Airport umbenannt wurde. Beta-Israel-Immigranten aus Äthiopien wurden dort in den 1990er Jahren untergebracht, was die ethnischen Spannungen in der Stadt verstärkte, ebenso wie die wirtschaftliche Mangelsituation. Beides zusammen machte die Stadt zu einem sehr explosiven Ort, meint Arnon Golan, israelischer Experte für ethnisch gemischte Städte. 2010 wurde eine drei Meter hohe Mauer errichtet, um jüdische und arabische Wohngebiete voneinander zu trennen.
Die arabische Gemeinschaft beschwerte sich darüber, dass die örtliche Schule in der nun mehrheitlich arabisch besiedelten Vorstadt Ramat Eschkol geschlossen wurde, anstatt sie in eine arabische Schule zu verwandeln. Im September 2008 wurde sie als Jeschiva wiedereröffnet, eine religiöse Schule für Torahstudien. Die Ortsverwaltung bekundet, dass sie Lod zu einer stärker jüdisch geprägten Stadt machen möchte. Zusätzlich zu den offiziell registrierten Arabern gibt es in Lod Beduinen, die ein Fünftel der Gesamtbevölkerung ausmachen. Sie kamen in den 1980er Jahren nach Lod, als sie die Wüste Negev verließen, so Nathan Jeffay. Sie leben in Unterkünften auf dem Land, die von der israelischen Verwaltung als illegal erachtet werden und erhalten keine in Städten selbstverständlichen Leistungen.
Gelegentlich können Flüchtlinge ihre frühere Heimat besichtigen. Zochrot, eine israelische Gruppe, die frühere palästinensische Städte erforscht, besuchte Lod 2003 und 2005. Sie stellten Schilder auf, auf denen die Geschichte dargestellt wurde, auch ein Schild am früheren Sperrgebiet für arabische Israelis. Die Besuche trafen auf eine Mischung von Interesse und Feindseligkeit. Oudeh Rantisi, ein früherer Bürgermeister von Ramallah, der 1948 aus Lydda vertrieben wurde, besuchte 1967 zum ersten Mal das frühere Zuhause seiner Familie:

„As the bus drew up in front of the house, I saw a young boy playing in the yard. I got off the bus and went over to him.
“How long have you lived in this house?” I asked.
“I was born here,” he replied.
“Me too”, I said, and added, “This is my father’s house.”“

„Als der Bus vor dem Haus hielt, sah ich einen kleinen Jungen im Hof spielen. Ich stieg aus dem Bus und ging zu ihm hinüber.
„Wie lange wohnst du schon in diesem Haus?“ fragte ich.
„Ich bin hier geboren“, antwortete er.
„Ich auch“, sagte ich und fügte hinzu: „Das hier ist das Haus meines Vaters.““